# Nomoi

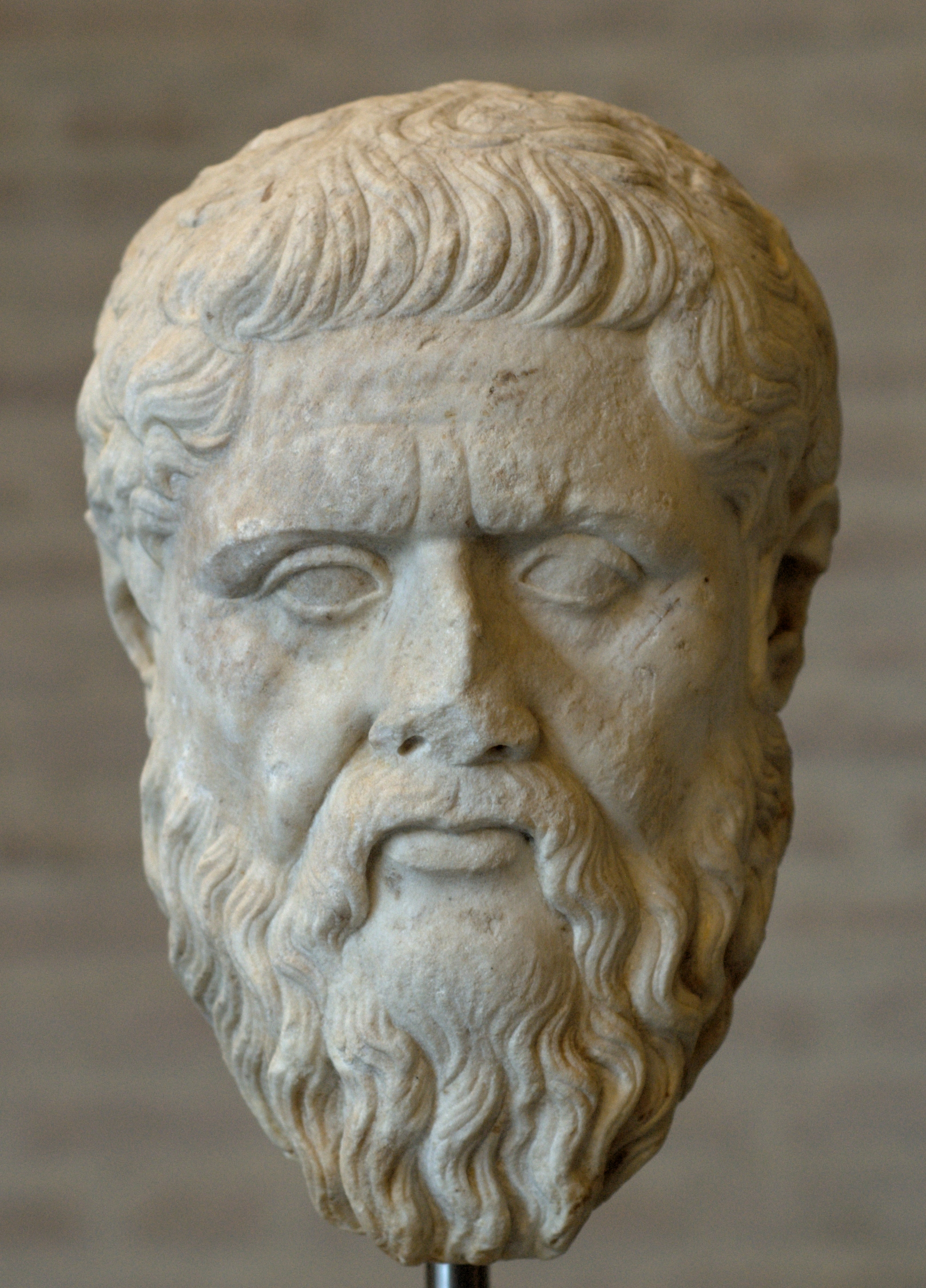
Platon (römische Kopie des griechischen Platonporträts des Silanion, Glyptothek München)

Die Nomoi (griechisch Νόμοι Nómoi ['nɔmɔɪ̯], lateinisch Leges, deutsch „Gesetze“) sind ein in Dialogform verfasstes Spätwerk des griechischen Philosophen Platon. Das fiktive, literarisch gestaltete Gespräch über Staatstheorie ist Platons umfangreichste Schrift. An der Diskussion sind drei alte Männer beteiligt: der Kreter Kleinias, der Spartaner Megillos und ein Athener, dessen Name nicht genannt wird.
Das Thema des Dialogs ist die Suche nach der bestmöglichen Staatsverfassung und deren Ausgestaltung im Detail. Zunächst werden Zielsetzung und Prinzipien einer umsichtigen Gesetzgebung besprochen und historische Beispiele herangezogen, dann wendet sich das Gespräch konkreten Einzelheiten der Beschaffenheit eines optimal eingerichteten Staates zu. Es wird erörtert, unter welchen Voraussetzungen ein solcher Staat entstehen könnte und wie das Zusammenleben seiner Bürger zu regeln wäre. Angestrebt wird diejenige Verfassung, die den Bürgern dauerhaft die günstigsten Lebensverhältnisse gewährleistet. Die aretḗ (Tüchtigkeit, Tugend) der Bürger ist das Staatsziel, dem alles untergeordnet wird.
Kleinias gehört einem Gremium seiner Heimatstadt Knossos an, das die Gründung einer neuen Siedlung auf Kreta vorbereitet. Dieses Projekt nehmen die drei Staatstheoretiker zum Anlass, auf einer Wanderung gemeinsam das Modell eines idealen Stadtstaats auszuarbeiten, wobei der Athener alle wesentlichen Ideen beisteuert. In ihrem Entwurf legen sie neben allgemeinen Grundsätzen auch eine Fülle von Einzelheiten fest. Sie konzipieren detaillierte Vorschriften, um dem neuen Gemeinwesen eine stabile Basis zu verschaffen. Eine Hauptaufgabe der Gesetzgebung sehen sie darin, sozialen Verfallserscheinungen und einem Niedergang der staatlichen Gemeinschaft vorzubeugen. Besondere Aufmerksamkeit widmen sie der Organisation einer sorgfältigen Erziehung der Jugend.
Grundlegend ist das Prinzip der Mäßigung, das verhängnisvollen Exzessen vorbeugen soll. Die Nachteile der einseitigen Regierungsformen – Alleinherrschaft und Demokratie – sind zu vermeiden. Daher empfiehlt sich eine ausgewogene Mischverfassung. Regieren soll eine durch Charakterstärke und Sachkompetenz qualifizierte Elite. Gerechtigkeit soll für Eintracht sorgen. Dem Staat kommt eine fürsorgliche, erzieherische Rolle zu, er schafft die optimalen Rahmenbedingungen für eine gelungene Lebensführung der Bürger. Das Streben nach Tugendhaftigkeit bleibt nicht dem Ermessen des Einzelnen überlassen, sondern wird als kollektive Aufgabe aufgefasst. Daher greift der Staat tief ins Privatleben ein. Ein wichtiger Aspekt ist der Einklang zwischen den Menschen und den Göttern, denn der harmonisch geordnete soziale Organismus soll in die umfassende Harmonie des Kosmos eingebettet sein.
In diesem konservativen, ganz auf Stabilität ausgerichteten Modell kommt die höchste Autorität im Staat den Gesetzen zu. Für die strikte Einhaltung der Bestimmungen hat ein aufwändiges System von Kontrollen und Strafen zu sorgen.
In der Neuzeit hat der Dialog wie schon in der Antike ein zwiespältiges Echo gefunden. Moderne Kritik richtet sich vor allem gegen „autoritäre“ Züge des Gesetzeswerks; das Mandat des Staates zur moralischen Erziehung der Bürger auch mit Zwangsmitteln erregt Befremden.

## Örtliche Gegebenheiten

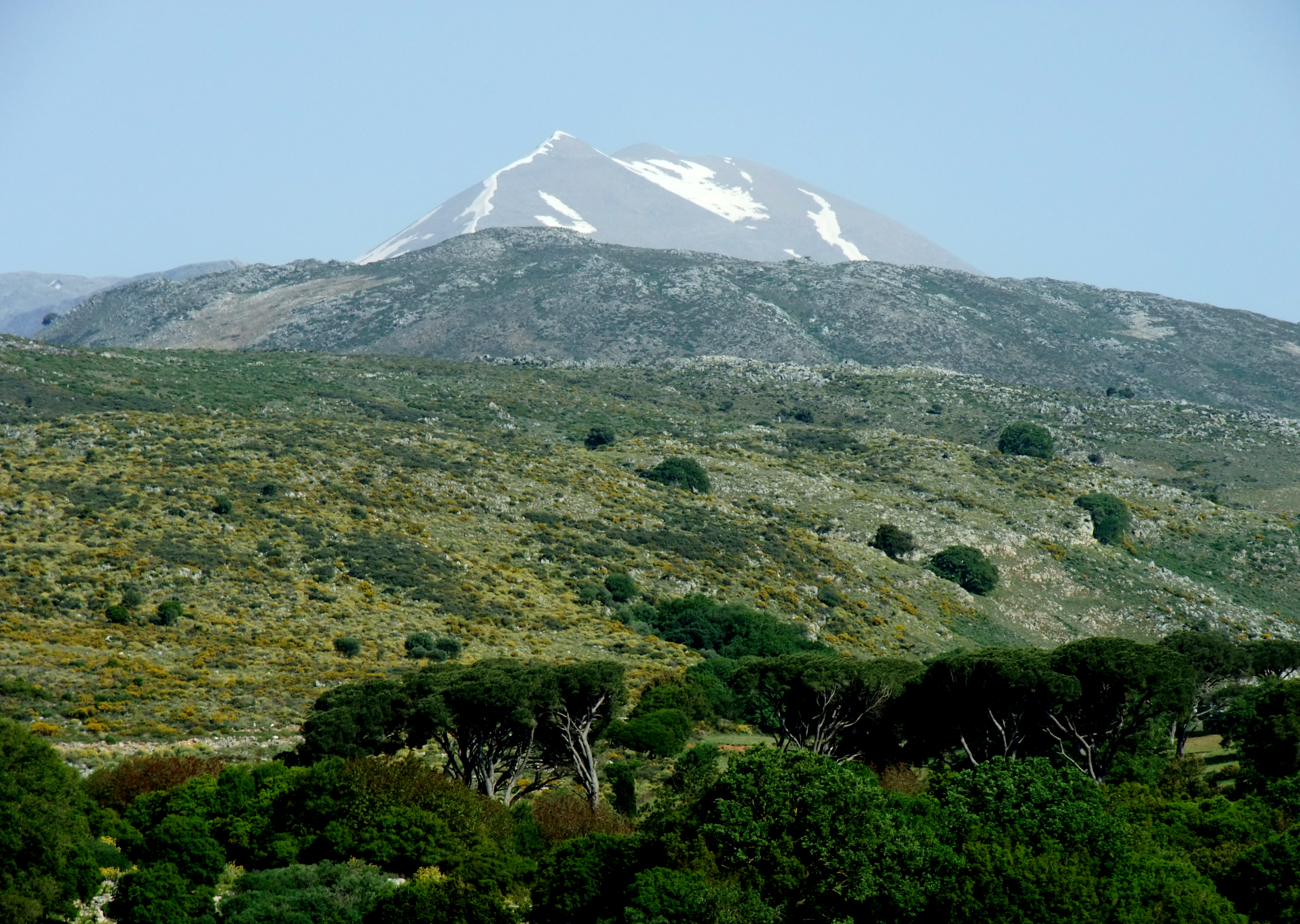
Das Ida-Gebirge (Psiloritis-Massiv) von Norden.

Die fiktive Diskussion findet auf der Insel Kreta statt, um die Zeit der Sommersonnenwende; die maximale Länge des Tageslichts passt zum gewaltigen Umfang des Themas. Die drei Beteiligten, Kleinias, Megillos und der Athener, unternehmen eine Wanderung. Sie steigen von Knossos zu einer Grotte auf, wo sich ein Heiligtum des Gottes Zeus befindet. Sehr wahrscheinlich ist nicht die als Geburtsstätte des Zeus verehrte diktäische Grotte gemeint, sondern die idäische Grotte im Ida-Gebirge südwestlich von Knossos, etwa 100 Meter oberhalb der Hochebene von Nida. Dort soll der Gott nach seiner Geburt aufgezogen worden sein. Der archäologische Befund vermittelt einen Eindruck von der Bedeutung der Grotte als Kultstätte.

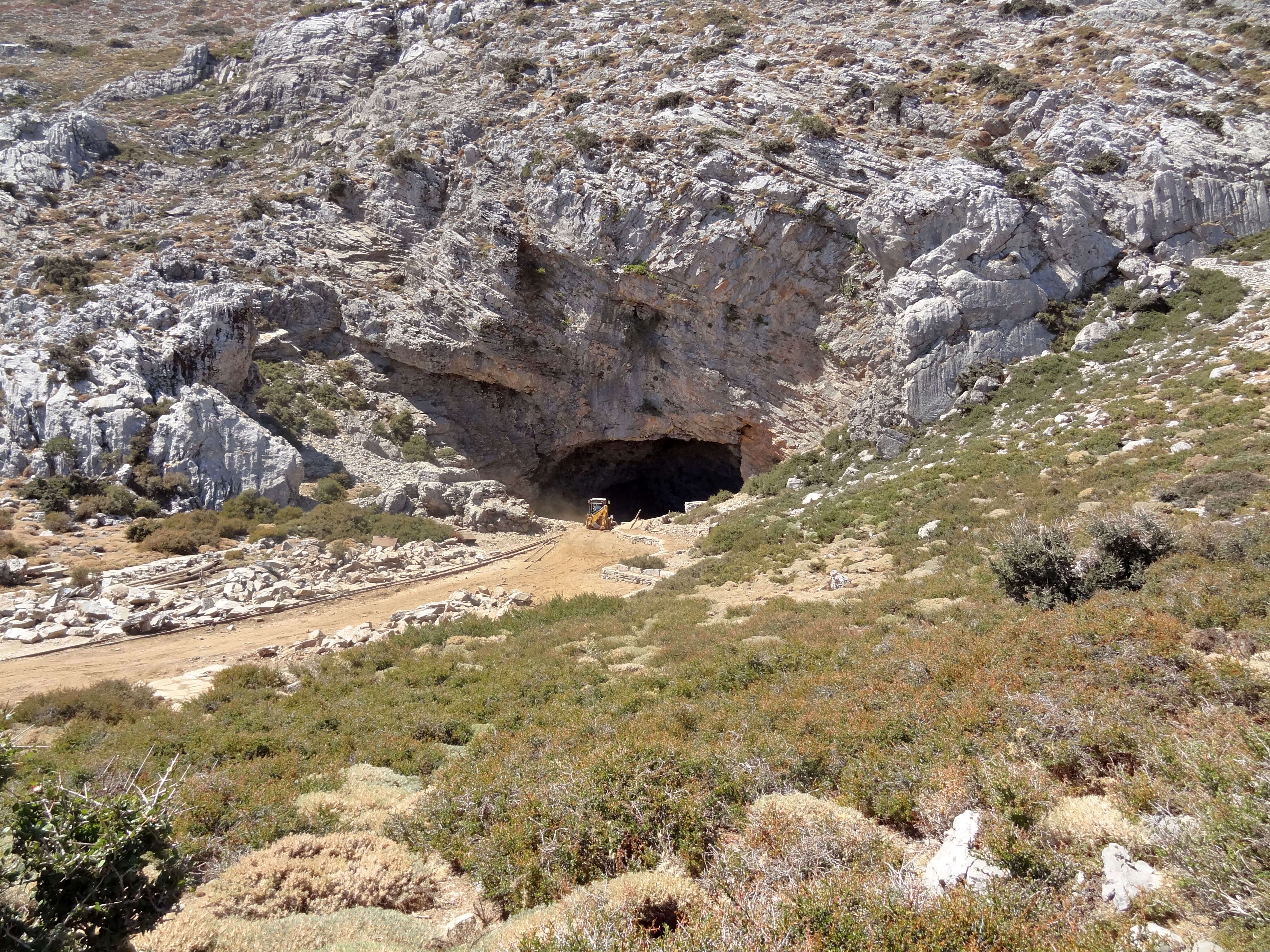
Das Ziel der Wanderung: Eingang der idäischen Grotte

Der Eingang der idäischen Grotte liegt auf 1538 Metern Höhe. Für den Aufstieg sind unter antiken Verhältnissen etwa zwölf bis dreizehn Stunden zu veranschlagen. Da die drei Wanderer betagt sind, legen sie öfters Ruhepausen ein, wozu auch die drückende Hitze Anlass gibt. Unterwegs erörtern sie das große Thema der optimalen Gesetzgebung und konzipieren ihren Verfassungsentwurf. Am Ende der Diskussion ist die Grotte noch nicht erreicht.
In der Forschung ist erwogen worden, dass das Projekt der Koloniegründung einen historischen Hintergrund haben könnte. Die Kolonie wird bei Platon „Stadt der Magneten“ genannt. Sie soll also den Namen Magnesia erhalten, den laut Angaben im Dialog schon eine frühere Siedlung am selben Ort trug, die vor langer Zeit von ihren Bewohnern verlassen wurde. Eine im späten 3. Jahrhundert v. Chr. angefertigte Inschrift aus der kleinasiatischen Stadt Magnesia am Mäander, die deren Gründungssage überliefert, nimmt auf ein älteres kretisches Magnesia Bezug, das sich zwischen Gortyn und Phaistos in der Ebene von Mesara befunden habe. Von dort seien die Vorfahren der kleinasiatischen Stadtbürger eingewandert, wobei sie ihre bisherige Siedlung aufgegeben hätten. Umstritten ist, ob diese Sage einen historischen Kern hat und wie sich die inschriftliche Überlieferung zu Platons Nomoi verhält. Ein archäologischer Hinweis auf die Existenz einer Siedlung dieses Namens auf Kreta fehlt.

## Teilnehmer und Umstände
Das Gespräch findet in freundschaftlicher, von gegenseitigem Respekt geprägter Atmosphäre statt. Es verläuft konstruktiv und führt zu Ergebnissen, die von allen Beteiligten gebilligt werden. Dadurch unterscheiden sich die Nomoi von vielen Dialogen Platons, in denen gegensätzliche Charaktere und Auffassungen aufeinanderprallen.
Die Beteiligung eines kretischen, eines spartanischen und eines athenischen Gesprächspartners hängt mit dem Thema zusammen: Die drei Männer repräsentieren drei Verfassungstraditionen, die in Griechenland in hohem Ansehen standen. Die Gesetze der kretischen Städte wurden auf den mythischen Gesetzgeber Minos zurückgeführt, der sein Wissen nach der Legende in der idäischen Grotte von seinem Vater Zeus empfangen hatte. Die Wanderung zur Grotte ist somit auch als Huldigung an den göttlichen Urheber der kretischen Institutionen aufzufassen. Die Verfassung Spartas galt als Werk des legendären Weisen Lykurg; die dortigen Gesetze und Sitten waren stark auf die Förderung asketischer Disziplin zwecks Erhaltung der militärischen Kampfkraft ausgerichtet, und die Spartaner waren für ihr unbeirrtes Festhalten an den ererbten Einrichtungen und Normen bekannt. Die oft bewunderten spartanischen Tugenden wurden mit der Treue zum lykurgischen Staatsmodell in Verbindung gebracht. Die athenische Verfassung stammte in ihren Grundzügen von Solon, der als einer der „Sieben Weisen“ in höchstem Ansehen stand. Somit brachte jeder der drei Teilnehmer des Dialogs eine besondere Erfahrung mit.
Kleinias ist vielleicht eine von Platon frei erfundene Gestalt, einen Beleg für seine historische Existenz gibt es nicht. Im Dialog ist er ein angesehener Bürger von Knossos. Seine Heimatstadt hat ihn beauftragt, zusammen mit neun weiteren Sachverständigen die Gründung einer Kolonie vorzubereiten, und lässt dem Zehnergremium bei der Einführung der Gesetze für die neue Siedlung freie Hand. Daher ist Kleinias an verwertbaren Anregungen sehr interessiert. Für ungewöhnliche Gedanken ist er empfänglich.
Unklar ist, ob Megillos eine historische Person oder eine fiktive Figur ist. Einer Forschungsmeinung zufolge handelt es sich um einen Diplomaten, der 408/407 v. Chr. als Mitglied einer dreiköpfigen spartanischen Gesandtschaft nach Athen gekommen sein soll. Damals befand sich der Peloponnesische Krieg, in dem Athen und Sparta die Führungsmächte der beiden feindlichen Bündnisse waren, in seiner Endphase. Die Gesandtschaft hatte den Zweck, über den Loskauf von Kriegsgefangenen zu verhandeln. Außerdem erwähnt der Geschichtsschreiber Xenophon einen spartanischen Gesandten namens Megillos, der im Jahr 396 v. Chr. mit dem persischen Satrapen Tissaphernes verhandelte. Dieser Unterhändler ist vermutlich mit dem Spartaner, der an der diplomatischen Mission in Athen teilnahm, identisch.
Jedenfalls hat Platon seinem Megillos die Züge verliehen, die man von einem typischen Spartaner erwartete. In den Nomoi agiert Megillos zurückhaltend, er trägt wenig zur Diskussion bei. Generell vertritt er die in seiner Heimat herrschende konservative Grundhaltung, die durch die Betonung militärischer Belange und Befürwortung einer asketischen Lebensweise charakterisiert ist. Als Angehöriger einer Familie, die traditionell Gastfreundschaft mit Athenern pflegt, hat er einen weiteren Horizont als manche seiner Mitbürger, die weniger an Kontakt mit Fremden gewöhnt sind.
Der anonyme Athener ist die Zentralfigur des Dialogs. Er lenkt das Gespräch, verfügt dank seiner hervorragenden Bildung über die gründlichste Kenntnis der komplexen Problematik, bringt die wesentlichen Ideen ein und arbeitet sie auch aus. Seine monologischen Ausführungen machen den Großteil des Textes aus. Damit fällt ihm die gestaltende Rolle zu, die in den weitaus meisten Dialogen Platons dessen Lehrer Sokrates spielt. Die völlige Abwesenheit des Sokrates ist ein sehr auffälliges Merkmal der Nomoi, das sie von allen anderen Dialogen Platons unterscheidet. Sie ist wegen des Schauplatzes auf Kreta unvermeidlich, denn es war allgemein bekannt, dass der historische Sokrates keine Reisen zu unternehmen pflegte. Im Gegensatz dazu hat der Athener auf Reisen vielerorts Erfahrungen gesammelt.
Man hat vermutet, dass sich hinter dem Athener Platon selbst verbirgt. Jedenfalls wurde der anonyme Gesprächsteilnehmer aus Athen schon in der Antike als der Sprecher des Autors betrachtet, der dessen eigene Überzeugungen ausdrückt. Diese Interpretation ist die traditionell vorherrschende. Dennoch kann die Staatstheorie des Atheners nicht in allen Einzelheiten ohne Weiteres mit Platons Position gleichgesetzt werden, denn es ist nicht sicher, dass der gesamte Dialog in der vorliegenden Fassung ein völlig authentisches Werk des Philosophen ist.
Für eine zeitliche Einordnung der fiktiven Handlung fehlt es an Anhaltspunkten. Falls der Megillos, der im Dialog ein alter Mann ist, mit dem historischen Gesandten gleichzusetzen ist, ist an eine Zeit nach dem Ende des 5. Jahrhunderts v. Chr. zu denken.

## Inhalt

### Das Ziel der Gesetzgebung (Bücher I und II)
Die Tugend in ihrer Gesamtheit

Das Gespräch setzt ohne Rahmenhandlung unvermittelt ein. Der Athener fragt Kleinias und Megillos, ob sie der kretischen und der spartanischen Gesetzgebung einen göttlichen Ursprung zuschreiben. Beide bejahen das, und Kleinias erläutert den Zweck einzelner Bestimmungen, der militärischer Natur sei: Fast alles sei auf den Krieg hin ausgerichtet, „Frieden“ sei ein leeres Wort, denn in Wirklichkeit herrsche zwischen allen Städten auch ohne Kriegserklärung ständiger Krieg, der ein Existenzkampf sei. Der Folgerung, eine gute Verfassung müsse auf militärische Überlegenheit abzielen, stimmt Megillos aus spartanischer Sicht sogleich zu. Kleinias ergänzt, auch innerhalb der Städte und Dörfer seien gewaltsame innere Konflikte ein normaler Zustand. Aus dieser Perspektive erscheint die Kampfkraft als die Fähigkeit, die der Gesetzgeber in erster Linie fördern muss.
Der Athener greift den Gedanken auf, dass der Zweck der Gesetzgebung in der Förderung der Tüchtigkeit bestehe, wendet sich aber gegen die einseitige Betonung der Tapferkeit; diese gehöre zwar zur Tüchtigkeit oder Tugend, sei aber deren unbedeutendster Teil. Der Gesetzgeber habe nicht das Schlechteste – den Bürgerkrieg – als Normalzustand ins Auge zu fassen, sondern das Beste, den inneren und äußeren Frieden. Alle kriegerischen Anordnungen seien um des Friedens willen zu treffen. Das Ziel sei die Gesamttugend und deren wichtigster Teil sei die Einsicht (phrónēsis). An zweiter Stelle unter den Tugenden nennt der Athener die mit Vernunft verbundene Besonnenheit, den dritten Rang weist er der Gerechtigkeit (dikaiosýnē) zu und den vierten und letzten der Tapferkeit. Diesen geistigen Gütern hätten sämtliche gesetzlichen Bestimmungen zu dienen, und bei allen Bestrebungen müsse die Vernunft die Leitung haben. Daher sei es sinnvoll, eine Untersuchung der Gesetzgebung mit der Analyse der Einrichtungen, die auf die Tapferkeit abzielen, zu beginnen und dann aufsteigend die übrigen Tugenden ins Auge zu fassen. So könne man zum Verständnis der Gesamttugend und der ihr dienenden Gesetzgebung gelangen. Dieser Vorschlag findet Anklang.
Die Tapferkeit und die Besonnenheit

In Sparta wird viel zur Steigerung der Tapferkeit unternommen. Megillos zählt einige der anspruchsvollen Abhärtungsübungen auf, die dazu befähigen, auch heftige Schmerzen zu ertragen. Die damit errungene Tapferkeit ist aber, wie der Athener darlegt, einseitig, sie „hinkt“: Man lernt nur dem Schmerz tapfer zu widerstehen, nicht aber das Luststreben unter Kontrolle zu bringen. Spartaner haben wenig Gelegenheit, Selbstbeherrschung im Umgang mit der Lust zu erlernen, denn ihre Gesetze gebieten ihnen, sich von den größten Vergnügungen fernzuhalten. Ähnlich sind die Bestimmungen in den kretischen Städten. Die Meisterung der Begierde ist aber die andere Seite der Tapferkeit. Sie ist sogar wichtiger als die Abhärtung, denn in der Kraftlosigkeit gegenüber den Verlockungen der Lust liegt mehr Feigheit als in der Weichheit angesichts von Schmerz. Wer keine Erfahrungen mit den größten Lüsten hat, wird vom Drang zu ihnen überwältigt werden, sobald eine Gelegenheit auftaucht. Hier liegt ein Mangel der Gesetzgebung von Lykurg und Minos. Noch ungünstiger sieht es in Sparta und in Knossos hinsichtlich der Besonnenheit aus: Kleinias und Megillos können nichts anführen, was wirklich ihrer gezielten Förderung dient.
Der Weingenuss als Tugendübung

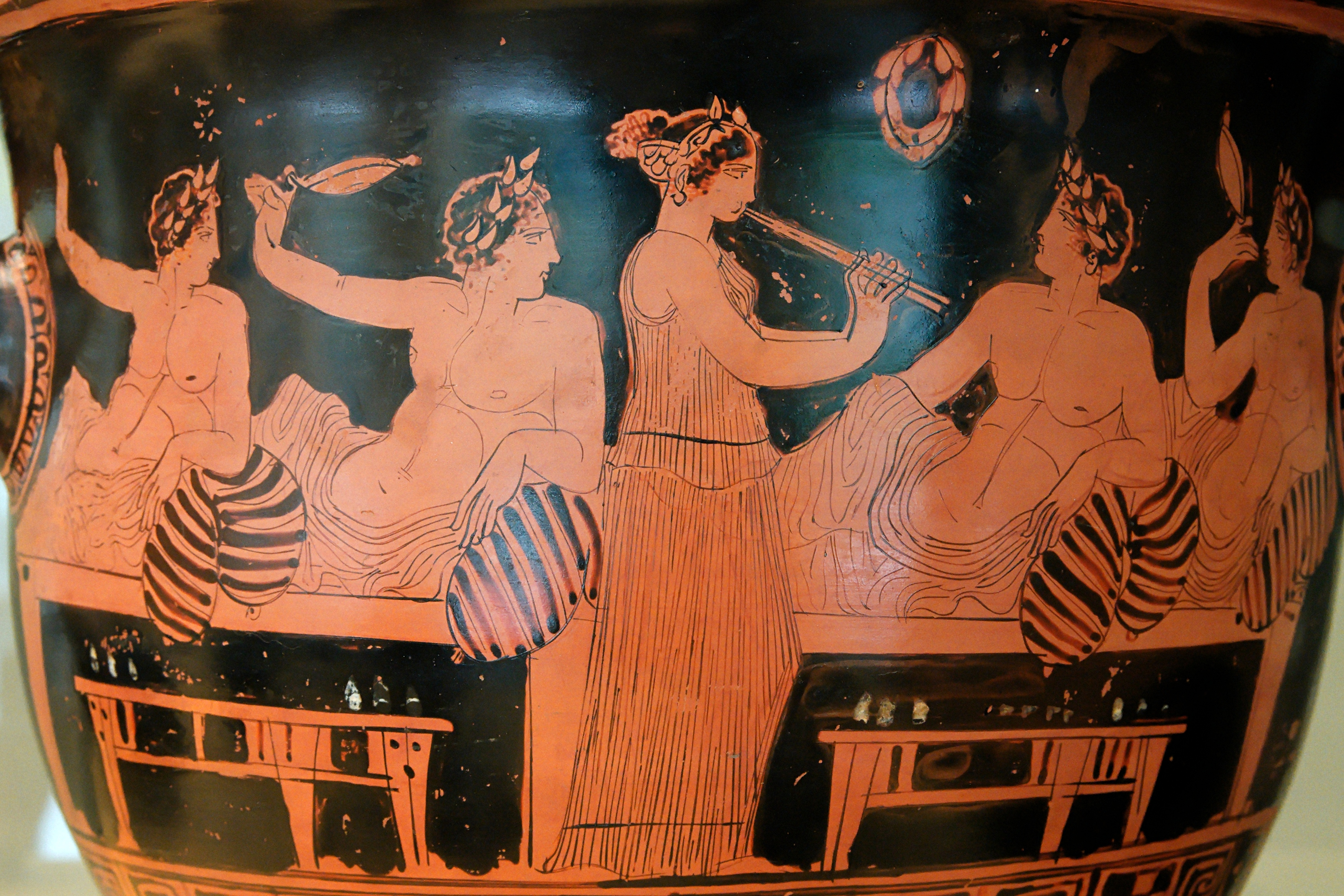
Symposion-Szene auf einem attischen rotfigurigen Krater, Nikias-Maler, spätes 5. Jahrhundert v. Chr.

Ungeachtet der Argumentation des Atheners hält Megillos an seiner Überzeugung fest, dass man mit verhängnisvollen Lüsten am besten gar nicht erst Bekanntschaft machen sollte. Er lobt den in Sparta gesetzlich festgelegten restriktiven Umgang mit dem Weingenuss, der bewirke, dass man dort nicht wie anderswo Betrunkene in der Öffentlichkeit sehe. Davon lässt sich der Athener aber nicht beeindrucken. Für ihn handelt es sich um eine äußerlich erzwungene Zurückhaltung, die zusammenbricht, sobald die Standhaftigkeit erschlafft. Er wendet sich gegen pauschale, undifferenzierte Bewertungen des Weintrinkens. Das in Sparta verbotene Symposion (Trinkgelage) sei nicht etwas an sich Schlechtes, es bedürfe nur einer kompetenten Leitung. Wenn es richtig durchgeführt werde, habe es sogar einen bedeutenden pädagogischen Wert.
Der Gedankengang, mit dem der Athener seine Auffassung begründet, lautet: Jede Ausbildung zielt auf den Erwerb einer Fähigkeit ab. Von klein auf werden Fähigkeiten eingeübt. Der Übende soll tüchtig werden; Erziehung zur Tugend von der Kindheit an soll ihn zu einem vollendeten Staatsbürger machen. Tüchtigkeit beruht auf Selbstbeherrschung, Untüchtigkeit ist das Resultat von Zügellosigkeit. Zur Veranschaulichung erzählt der Athener das „Marionettengleichnis“: Jedes irdische Lebewesen verhält sich wie eine Marionette, die von einer höheren, göttlichen Instanz geführt wird. Zwei Drähte, an denen die menschlichen Marionetten hängen, sind die Gefühle, die mit ihren Erwartungen verbunden sind. Diese sind von zweierlei Art: Furcht bei Schmerzerwartung und Zuversicht oder Keckheit bei Lusterwartung. Beide wirken zugleich auf den Menschen ein und zerren ihn zu entgegengesetzten Handlungen hin. Hinzu kommt aber noch ein weiterer Faktor, ein dritter Draht: die vernünftige Überlegung, mit der man erwägt, was besser und was schlechter ist, und sich dann für das Bessere entscheidet, auch wenn die Furcht oder die Zuversicht in eine andere Richtung drängen. Der Draht der Vernunft ist aus Gold und daher biegsam, die anderen sind aus unedlem Metall und starr. Der goldene Draht ist zwar schön, aber sanft, er übt keine Gewalt aus. Der Zugkraft des goldenen Drahtes soll man in allem folgen, doch kann sie sich wegen seiner nachgiebigen Beschaffenheit nicht von allein gegen die anderen durchsetzen. Daher muss ihr der Gesetzgeber zu Hilfe kommen.
Erziehung im Rahmen der gängigen Regelungen zielt darauf ab, dass man lernt, der Abneigung gegen Unlustgefühle zu widerstehen. Man gewöhnt sich daran, die Furcht vor Schmerzen zu überwinden und Leidvolles zu ertragen, wenn die Vernunft es fordert. Anders verhält es sich jedoch mit der Lusterwartung, von der die Marionette ebenfalls gelenkt wird. Mit ihr hängen Gemütszustände wie Zorn, Übermut und Habgier zusammen. Wie man mit solchen Anwandlungen vernünftig umgeht, wird der Jugend nicht beigebracht. Daher sind die Menschen als Erwachsene derartigen Herausforderungen gewöhnlich hilflos ausgeliefert, was zu Unverschämtheit und Ungerechtigkeit führt. Leider fehlt es an geeigneten Anlässen zu gefahrloser Erprobung dieses Aspekts der Selbstbeherrschung in der Praxis. Dennoch gibt es eine Lösung: Einen guten, sogar wunderbar leichten Weg bietet der Wein. Er beseitigt Hemmungen und ruft die Wirkungen übertriebener Zuversicht hervor: Da die Furcht verschwindet, wird man zügellos und verwegen, rücksichtslos und schamlos. Daher ermöglicht es der überwachte Weingenuss beim Symposion, unter kontrollierten Bedingungen auf gefahrlose Weise Erfahrungen mit derartigen Regungen zu sammeln und ihre Beherrschung einzuüben. So erweist sich das Weintrinken als Weg zur Besonnenheit.
Die Aufgabe von Musik und Tanz

An die bisherigen Ausführungen anknüpfend legt nun der Athener sein Verständnis der musischen Erziehung dar. Lust und Schmerz sind die ersten Eindrücke, die kleine Kinder empfangen, und unter dem Gesichtspunkt dieser beiden Faktoren begegnen ihnen dann erstmals moralische Qualitäten: das Gutsein (die Tugend) und die Schlechtigkeit. Später kommt die Vernunft hinzu. Entscheidend für den Erfolg der Erziehung ist, dass Lust und Schmerz schon vor der Ausbildung der Vernunft auf richtige Weise mit den ethischen Gegebenheiten verknüpft werden, sodass die Neigungen sich so ausbilden, wie sie sollen. Das Gute soll immer geliebt, das Schlechte verabscheut werden. Wenn die Gefühle von Anfang an richtig ausgerichtet werden, wird die Neigung später, wenn die Vernunft hinzutritt, von der Einsicht nicht korrigiert, sondern bestätigt. Die Erfüllung dieser pädagogischen Aufgabe macht die Erziehung aus.
Allerdings lässt die Wirkung einer guten Erziehung im Lauf des Lebens oft nach. Daher muss sie erneuert werden. Diesem Zweck dienen die Feste mit Musik und Tanz. Fast jedes junge Lebewesen ist von Natur aus aktiv, es will sich mit Tönen und Bewegungen wie Hüpfen und Springen äußern. Bei den Tieren verläuft das chaotisch, nur dem Menschen ist der Sinn für Rhythmus und Harmonie gegeben. Musik kann den jugendlichen Bewegungsdrang in eine zuträgliche Bahn lenken. Wenn jemand gut erzogen ist, ist die Tugend und damit die Schönheit in seiner Seele und er erfreut sich am Schönen. Das zeigt sich körperlich, indem er schön singt und tanzt. An der schönen Körperhaltung und Melodie, am schönen Gesang und Tanz kann man erkennen, wie jemand erzogen ist. Bei den Chorreigen anlässlich der Feste wird das vorgeführt. Wer tugendhaft ist und daher am Schönen Freude hat, der singt und tanzt anders als jemand, der charakterlich missraten ist, ebenso wie die Körperhaltung und Stimme eines Tapferen in der Bedrängnis anders ist als die eines Feiglings.
Wegen des Zusammenhangs von seelischer Beschaffenheit und körperlicher Erscheinung darf die Auswahl der Lieder und Tänze nicht dem Zufall überlassen bleiben. Die Kompetenz, auf diesem Gebiet Entscheidungen zu treffen, kommt weder den Künstlern noch dem Publikum zu, sondern nur dem Gesetzgeber, der dank seiner Weisheit die seelischen Wirkungen einzuschätzen weiß. Daher sind Musik und Tanz gesetzlich zu reglementieren. Oberflächliches Vergnügen darf nicht das Auswahlkriterium sein, auf das Urteil der Menge kommt es nicht an. Im Tanz und Gesang werden menschliche Gesinnungen nachgeahmt. Schlechtes ist aber unter keinen Umständen nachahmenswert. Die Harmonie von Seele und Körper erfordert, dass der Tugendhafte und seelisch Schöne nur mit angemessenen Melodien und Rhythmen im Chorreigen auftritt, also mit solchen, die eine tugendhafte Haltung ausdrücken. Damit werden die noch weichen Seelen der Kinder bezaubert und für die Tugend gewonnen. Die musische Betätigung soll aber nicht mit der Jugend enden, sondern bis ins hohe Alter fortdauern, wenngleich sich das Verhältnis zu Musik und Tanz mit zunehmendem Lebensalter ändert. Daher ist neben den beiden Chören der Kinder und der Jünglinge ein dritter Chor für die reifen Männer im Alter von dreißig bis sechzig Jahren einzurichten.

### Lehren aus der Geschichte (Buch III)
Historische Erfahrungen und ihre Auswertung

Nimmt man überall die Tugendhaftigkeit zum Maßstab, so ist ebenso wie die musische Betätigung auch die politische unter dem Gesichtspunkt zu beurteilen, ob sie die Tugend oder die Schlechtigkeit gefördert hat. Historisch lässt sich dies am Fortschreiten der Staaten in die eine oder die andere Richtung erkennen. Die Betrachtung der Geschichte zeigt, wie Staaten größer und kleiner, besser und schlechter geworden sind und wie dies mit ihren jeweiligen Verfassungen zusammenhängt.
Der Athener geht von einem mythischen Geschichtsbild aus, das seine beiden Gesprächspartner teilen. Demnach verläuft die Geschichte zyklisch. Zivilisationen entstehen, entwickeln sich, entfalten ihre Macht, sind Verfallserscheinungen ausgesetzt und werden schließlich durch Katastrophen vernichtet. Die Vernichtung vollzieht sich jeweils so gründlich, dass die Überlebenden nicht an die glanzvolle Vergangenheit der untergegangenen Stadtkulturen anknüpfen können, sondern zu einem Neuanfang unter den primitiven Bedingungen der Bergwildnis gezwungen sind. Viele Generationen lang leben sie verstreut ohne Zivilisation; Künste und Techniken wie etwa Metallgewinnung sind unbekannt. Bei ihrer kärglichen Lebensweise kennen sie keinen Reichtum, daher auch keinen Neid und Zwist. Sie sind unwissende Analphabeten, naiv, gutmütig und aus Unkenntnis der Laster tugendhaft. Maßgeblich sind die Sitten der Vorfahren und die Autorität der Ältesten, Gesetzgeber werden nicht benötigt.
In einer späteren Phase entstehen die ersten ummauerten Bergsiedlungen, schrittweise wird der Ackerbau eingeführt, schließlich werden auch Städte im Tiefland gegründet. Dabei schließen sich unterschiedliche Gruppen zusammen, die verschiedenartige Traditionen mitbringen. Sie benötigen nun gemeinsame Regeln des Zusammenlebens. Damit schlägt die Stunde der Gesetzgeber. Sie schaffen Verfassungen, die teils monarchisch, teils aristokratisch geprägt sind. In einer weiteren Phase kommt die Seefahrt auf und die Kriegführung setzt ein, Unrecht und Gewalttätigkeit greifen um sich. Während des Trojanischen Krieges kommt es in den Heimatstaaten der Kämpfer zu Aufständen und nach der Heimkehr der Helden zu Mord, Totschlag und vielen Vertreibungen.
Lehrreich ist die Entwicklung auf der Halbinsel Peloponnes, die der Athener nun genauer ins Auge fasst. Dort sind drei Staaten entstanden: Argos, Messene und Sparta. Ursprünglich waren die drei Mächte durch einen Eid verbündet, mit dem sie sich verpflichteten, ihre verfassungsmäßige Ordnung und das bestehende Staatensystem beizubehalten und einander gegen jede Störung der wohlgeordneten Verhältnisse beizustehen. Hätten sie diese anfängliche Eintracht beibehalten, so hätte keine Macht der Welt ihnen gefährlich werden können. Die historische Entwicklung verlief aber völlig anders: Ständig lagen die Spartaner im Krieg gegen Argiver und Messener. Nur Sparta war stabil und erfolgreich, die beiden anderen Staaten wurden durch die Maßlosigkeit ihrer Könige zugrunde gerichtet. Den Erfolg der Spartaner führt der Athener auf die Überlegenheit ihrer Verfassung zurück, die eine kluge, ausgewogene Mischung monarchischer und aristokratischer Elemente sei. Nicht einem Mangel an Tapferkeit seien die Argiver und Messener zum Opfer gefallen, sondern der fehlenden Voraussicht ihrer Gesetzgeber, die es versäumt hätten, die Herrschergewalt durch Gegengewichte zu mäßigen. Dieses Beispiel zeige, wie wenig Tapferkeit allein ohne die übrigen Teile der Gesamttugend auszurichten vermöge.
Die Lehren aus den peloponnesischen Entwicklungen werden von der Geschichte Athens und des Perserreichs, der sich der Athener nun zuwendet, bestätigt. Es handelt sich um zwei Staaten, die durch die Einseitigkeit ihrer Verfassungen eindrückliches Anschauungsmaterial bieten. In Athen herrscht radikale Demokratie, im Perserreich hat das monarchische Prinzip seine extremste Ausprägung erhalten. Dies war anfänglich nicht so; in beiden Staaten waren zunächst mäßigende Faktoren wirksam. Im Lauf der Zeit nahm aber die Einseitigkeit zu, was verheerende Auswirkungen hatte. Bei den Persern wurden die Königssöhne schlecht erzogen. Da sie verwöhnt waren, konnten sie nach dem Regierungsantritt der Verantwortung, die mit ihrer gewaltigen Macht verbunden war, nicht gerecht werden. Aus Mangel an Selbstbeherrschung gaben sie ihren tyrannischen Neigungen nach, der Konsens von Herrschern und Beherrschten zerbrach. Den Athenern hingegen wurde das Übermaß an Freiheit, das ihnen die Demokratie bescherte, zum Verhängnis. Ein kultureller Niedergang, der von der Musik ausging, führte zu einem Sittenverfall, Dreistigkeit und Gesetzesverachtung nahmen überhand.
Die Umsetzung der gewonnenen Einsichten

Aus den bisher dargelegten Beobachtungen und Einsichten zieht der Athener die Bilanz. Drei Ziele hat der Gesetzgeber im Auge zu behalten: Die Stadt, der er eine Verfassung gibt, soll erstens frei sein, zweitens mit sich selbst befreundet sein, also von innerem Zwist und Bürgerkrieg verschont bleiben, und drittens einer vernünftigen Lenkung unterstellt sein. Für das, worauf es dabei ankommt, haben sich schon eine Reihe von Anhaltspunkten ergeben. Nun fragt sich, wie aus diesen Bausteinen eine stimmige Staatstheorie konstruiert werden kann und wie man deren Tauglichkeit erproben könnte.
An diesem Punkt berichtet Kleinias von einer glücklichen Schicksalsfügung. Er gehört einem zehnköpfigen Gremium an, das von den Behörden seiner Heimatstadt Knossos den Auftrag erhalten hat, eine bedeutende Koloniegründung, an der auch andere kretische Städte beteiligt sind, vorzubereiten. Für das Vorgehen bei der Einrichtung des neuen Staatswesens hat die Kommission freie Hand erhalten. Daher kann Kleinias die Ergebnisse der Diskussion in das Projekt einbringen. Die drei Männer beschließen, gemeinsam einen Verfassungsentwurf zu erarbeiten, der nicht Theorie bleiben muss, sondern Aussicht auf Verwirklichung hat.

### Die Staatsgründung (Bücher IV und V)
Äußere Rahmenbedingungen und Staatsform

Zunächst sind die äußeren Rahmenbedingungen zu klären. Fernhandel ist der Tugend abträglich, da er zu einer Vielzahl von Geldgeschäften führt, die den Charakter verderben. Daher sollte die Stadt mit ihrem Umland möglichst wirtschaftlich autark sein. Sie sollte weder auf Importe angewiesen sein noch über eine Fülle von exportierbaren Gütern verfügen. Eine beträchtliche Entfernung vom Meer ist wünschenswert; Häfen sollten möglichst nicht in der Nähe sein, da sonst korrumpierende Einflüsse einströmen. Ein Problem stellt die Herkunft der Siedler dar. Wenn sie aus vielen verschiedenen Gebieten stammen und daher eine formlose Masse bilden, wird es schwer sein, ein Einheitsbewusstsein zu schaffen. Ist jedoch die Bürgerschaft nach Herkunft und Tradition einheitlich, so wird sie an ihren Sitten festhalten wollen und sich dem Willen des Gesetzgebers nicht leicht fügen. Überhaupt stellt sich die Frage, wie sich der Gesetzgeber die erforderliche Autorität verschaffen kann. Dafür benötigt er nicht nur Kompetenz, sondern auch günstige Umstände. Am einfachsten ist seine Aufgabe, wenn ein gut veranlagter, reformwilliger Herrscher bereits unangefochten an der Macht ist. Dann kann dieser den Gesetzgeber beauftragen, eine neue Verfassung auszuarbeiten, und die Umsetzung einfach anordnen.
Der erste Schritt ist die Wahl der Staatsform. Tyrannische Willkürherrschaft scheidet von vornherein aus. In Betracht kommen Demokratie, Oligarchie, Aristokratie und Monarchie. Sie alle sind aber einseitig und daher mangelhaft, denn sie dienen nicht dem Ganzen, sondern dem Nutzen einzelner Personen oder Bevölkerungsteile. Gesetze werden so beschlossen, wie es dem Vorteil der hinter ihnen stehenden Interessengruppen entspricht, nicht wie es das Gemeinwohl erfordert. Das Gemeinwesen wird von einem seiner Teile unterjocht. Dem kann nur vorgebeugt werden, wenn die Gesetze nicht der Willkür von Individuen oder Gruppen unterliegen, sondern umgekehrt die Regierenden den Gesetzen willig gehorchen. Gute Gesetzgeber kombinieren Elemente der einzelnen einseitigen Herrschaftsformen und fügen sie zu einem sinnvoll strukturierten Ganzen, einer ausgewogenen Mischverfassung, zusammen.
Leitgrundsätze eines vernünftigen sozialen Lebens

Der Athener stellt sich nun vor, dass die Siedler bereits eingetroffen sind, und entwirft eine programmatische Rede, die der Gesetzgeber an die versammelten Neubürger zu halten hätte. Darin erläutert er die Prinzipien eines sinnvoll geregelten sozialen Lebens. In den Mittelpunkt stellt er die Ausgewogenheit, das Einhalten des rechten Maßes. Maßlosigkeit verführt die vom Glück Begünstigten zum Irrglauben, sie wüssten schon als junge Menschen Bescheid, bedürften keiner Führung und könnten andere führen. Solche Fehleinschätzungen rächen sich. Der Besonnene ist bescheiden, nimmt willig seinen Platz ein und erfüllt seine Pflichten. Die Gottheit ist das Vorbild, das Maß aller Dinge; daher soll man danach streben, ihr so ähnlich zu werden wie möglich.
Die Pflichten gegenüber Angehörigen, Freunden, Mitbürgern und Fremden sind in den Gesetzen nicht nur darzulegen, sondern auch einsichtig zu machen. Jedem Gesetz ist eine erläuternde Vorrede beizufügen.
Die rechte Ordnung besteht darin, dass überall das Bessere herrscht und geehrt wird und das Schlechtere dem Besseren dient. Das Kostbarste und Göttlichste am Menschen ist seine Seele. Ihr gebührt daher besondere Fürsorge und Ehrung. Aus Unwissenheit werden dabei aber schwere Irrtümer begangen. Nicht Nachgiebigkeit und Verwöhnung hilft der Seele, sondern nur das, was sie bessert und dazu beiträgt, dass sie das Beste ergreift und das Schlechte meidet. Vor übermäßiger Selbstliebe hat man sich zu hüten, denn der Liebende wird blind gegenüber dem, was er liebt. Jeder soll bestrebt sein, anderen und besonders der Jugend Vorbild zu sein, denn Vorbildhaftigkeit ist die beste Erziehung. Daher hat der Gesetzgeber nicht die Jungen zu mahnen und zurechtzuweisen, sondern die Älteren, denn an deren gutem oder schlechtem Vorbild orientiert sich die Jugend. Hinsichtlich der leiblichen Güter zeigt sich der Wert des Maßhaltens besonders beim Vererben. Man soll den Kindern keine Reichtümer hinterlassen, denn großer Besitz verdirbt den Charakter und lockt Schmeichler an; doch soll man die Nachkommen auch nicht in Armut zurücklassen, denn sonst droht ihnen das Abgleiten in Knechtschaft. Besonders verdienstlich ist aktiver Widerstand gegen Unrecht. Heilig sind die Verpflichtungen gegenüber den Fremden und besonders das Asylrecht, das, wenn es einmal gewährt ist, unter keinen Umständen verletzt werden darf.
Ausführlich geht der fiktive Redner in seiner Ansprache an die Siedler auf das Verhältnis von Lust, Schmerz und Begierden ein. Er versucht ihnen begreiflich zu machen, dass das Leben des Einsichtigen, Besonnenen und Tapferen lustvoller sei als das des Unverständigen, Zügellosen und Feigen. Der Unverständige könne zwar heftigere Lust erleben als der Besonnene, doch überwiege in seinem Leben insgesamt das Schmerzvolle.

### Die staatliche und soziale Ordnung (Bücher V–XII)
Weichenstellungen bei der Staatsgründung

Anschließend wendet sich das Gespräch den Einzelheiten der Staatsgründung und Gesetzgebung zu. Besondere Aufmerksamkeit gebührt dem Problem der Landverteilung, denn die Aufteilung des Grundbesitzes ist eine Hauptquelle der Zwietracht. Da Stabilität der gesamten Verhältnisse angestrebt wird, darf die Stadt nicht wachsen, sondern die Zahl der Haushalte ist konstant zu halten. Die Bürgerschaft soll so groß sein, dass sie einerseits die Verteidigung des Staates gegen äußere Feinde gewährleisten kann und andererseits das vorhandene fruchtbare Land zu ihrer Ernährung ausreicht. Unter diesen Gesichtspunkten findet der Athener eine Anzahl von 5040 Haushalten optimal. Unter ihnen wird die nutzbare Fläche aufgeteilt.
Hinsichtlich der Frage, was Gemeinschafts- und was Privatbesitz sein soll, kommen verschiedene Modelle in Betracht. Bei dieser Entscheidung hat der Gesetzgeber zu beachten, dass das theoretisch Bessere nicht immer umsetzbar ist. Aus pragmatischen Erwägungen kann er sich gezwungen sehen, auf die beste Option zu verzichten. Je nach den Umständen muss er sich nötigenfalls für die zweit- oder drittbeste Lösung entscheiden. Da die Bürgerschaft eine Einheit bilden soll, gleichsam einen Organismus, wäre das Beste die radikale Abschaffung des Privateigentums. Sie wäre so konsequent durchzuführen, dass nicht nur sämtliche materiellen Güter verstaatlicht werden, sondern auch die Familie als Privatsphäre und „Besitz“ des Familienvaters aufgelöst wird. In diesem Modell wird sogar die Exklusivität der ehelichen Bindung aufgehoben, und die Kinder sind nicht von ihren Eltern aufzuziehen, sondern die Erziehung obliegt der Bürgergemeinschaft. Das hält der Athener für vollkommene Lebensverhältnisse, doch sieht er ein, dass ein solches Modell utopisch ist.
Die zweitbeste Lösung nimmt den Privatbesitz an Grund und Boden mit erheblichen Einschränkungen in Kauf. Immerhin soll bei den Grundbesitzern das Bewusstsein einer starken Sozialbindung des Eigentums kultiviert werden. Das Los entscheidet, welche Familie welchen Landbesitz erhält. Jede Familie hat das ihr zugewiesene Land zu behalten, der Verkauf von Immobilien ist verboten. Damit die Zahl der Haushalte konstant bleibt, darf eine Wohnstätte nur an einen der Söhne des Besitzers, den er auswählen kann, vererbt werden. Die Töchter treten durch Heirat in andere Familien ein, überzählige Söhne werden von Bürgern ohne männliche Nachkommen als Erben eingesetzt oder als Kolonisten in die Ferne entsandt. Außerdem kommen Mittel der Familienplanung zum Einsatz, wenn die Bevölkerung zu wachsen droht oder wegen Seuchen oder Kriegen schrumpft. Die Stadt hat keine konvertible Währung, Devisenbesitz ist untersagt, ebenso Besitz von Gold und Silber sowie Kreditgeschäfte. Für Reisen bekommt man die benötigten Devisen vom Staat zugewiesen. Bei der Verheiratung von Töchtern ist jede Mitgift verboten. Als zentrales Anliegen des Gesetzgebers hebt der Athener das Ziel hervor, dass die Bürger miteinander so befreundet wie möglich sein sollen. Daher muss Rechtsstreitigkeiten, die sich meist an Eigentumsfragen entzünden, möglichst vorgebeugt werden. Damit es zu keinen inneren Konflikten kommt, ist soziale Ungleichheit nur innerhalb eines festgelegten engen Rahmens tolerierbar: Die reichsten Bürger dürfen neben ihrem Landlos bewegliche Güter bis zum vierfachen Wert eines Landloses besitzen, also insgesamt maximal das Fünffache des vom Staat garantierten Existenzminimums ihrer ärmsten Mitbürger, die außer dem Landlos nichts haben.
Das gesamte Staatsgebiet wird in zwölf Bezirke (Phylen) aufgeteilt. Jedem Haushalt werden zwei Parzellen zugeteilt, eine in der Stadt und eine auf dem Land. Auch den Einfluss des Klimas auf das menschliche Gemüt hat der Gesetzgeber zu berücksichtigen.
Das Ämterwesen

Ein Gesetzeswerk, wie gut es auch sein mag, kann in der Praxis nicht besser sein als die Menschen, denen die Umsetzung der Bestimmungen obliegt. Daher ist das Vorgehen bei der Besetzung der Ämter von ausschlaggebender Bedeutung. Sowohl die, die in ein Regierungsamt gelangen sollen, als auch die für die Auswahl der Beamten Zuständigen bedürfen einer Qualifikation. Den Nachweis der Befähigung für ein Amt erbringt ein Bürger durch sein Verhalten während seines gesamten bisherigen Lebens, das er unter den Augen seiner Mitbürger verbracht hat. Da dies zum Zeitpunkt der Koloniegründung noch nicht möglich ist, muss die Stadt, von der die Neugründung ausgeht, zunächst ein Gremium einsetzen, das paritätisch aus bewährten Bürgern der Mutterstadt und Vertretern der Neusiedler zusammengesetzt ist. Diesem Gremium werden die ersten Personalentscheidungen übertragen. Für die Einzelheiten macht der Athener konkrete, detaillierte Vorschläge. Er nennt folgende Staatsorgane:
- Der 37-köpfige Rat der Gesetzeswächter, der die Einhaltung der Gesetze überwacht. Die Gesetzeswächter müssen während ihrer Amtstätigkeit mindestens 50, höchstens 70 Jahre alt sein, dürfen also maximal 20 Jahre amtieren. Anfangs werden sie von einem 200-köpfigen Wahlausschuss, den die Mutterstadt eingesetzt hat, ernannt, später von den Bürgern gewählt.[48]
- Das Kollegium der drei Strategen (Heerführer). Für die Wahl der Strategen sind zunächst die Gesetzeswächter vorschlagsberechtigt. Wahlberechtigt sind alle Bürger, die Militärdienst geleistet haben. Sie wählen die Strategen aus dem Kreis der Vorgeschlagenen, dürfen aber auch vor der Wahl Änderungen an der Vorauswahl vornehmen: Wenn sie einen der vorgeschlagenen Kandidaten durch eine nicht vorgeschlagene Person ersetzen möchten, können sie einen entsprechenden Gegenvorschlag machen, über dessen Annahme mit einfachem Mehr entschieden wird.[49]
- Offiziere, darunter die zwölf Taxiarchen sowie Kommandeure der verschiedenen Waffengattungen. Für ihre Einsetzung gelten besondere Bestimmungen; sie werden teils gewählt, teils von den Strategen ernannt.[50]
- Die 360-köpfige Bule (Staatsrat). Nach einem komplizierten Verfahren haben die Bürger Kandidaten vorzuschlagen, von denen dann 720 von der Bürgerschaft zu wählen sind. Von diesen wird die Hälfte durch Losverfahren ausgeschieden, die übrigen werden Räte. Der Rat ist während seiner einjährigen Wahlperiode nicht in seiner Gesamtheit tätig, sondern er gliedert sich in zwölf Ausschüsse zu je 30 Mitgliedern, von denen jeder einen Monat lang die Amtsgeschäfte führt. Der jeweils geschäftsführende Ausschuss des Rats ist für die Außenpolitik und die innere Sicherheit zuständig, er beruft Versammlungen ein und löst sie auf.[51]
- Weitere Gremien, darunter diejenigen, denen die Verwaltung der ländlichen Gebiete, der Straßen, Tempel und öffentlichen Gebäude obliegt. Dazu zählen Priesterkollegien, Markt-, Stadt- und Landaufseher sowie Richter. Für ihre Wahl oder Einsetzung gelten spezielle Bestimmungen, die der Athener detailliert darlegt.[52]
- Das wichtigste aller Ämter hat der Aufseher über das gesamte Erziehungswesen inne. Er wird von einem Teil der Beamtenschaft in geheimer Wahl aus dem Kreis der Gesetzeswächter gewählt. Seine Amtsperiode beträgt fünf Jahre, Wiederwahl ist nicht zulässig.[53]

Schließlich weist der Athener darauf hin, dass die anfänglichen Gesetze des neuen Staates notwendigerweise unvollständig sein müssen. Sie bilden einen stabilen Rahmen, sind aber später durch zusätzliche Regelungen und Ausführungsbestimmungen zu ergänzen. Diese Aufgabe wird den Gesetzeswächtern zufallen. Auch dabei soll ausschließlich der Gesichtspunkt maßgeblich sein, wie man als Bürger ein guter Mensch wird. Diesem Ziel wird alles untergeordnet. Der Staat und der Besitz der Staatsbürgerschaft sind keine Selbstzwecke, sondern Mittel zur Erlangung der Tugend. Sollte der Staat trotz aller Bemühungen des Gesetzgebers und der Gesetzeswächter eines Tages korrumpiert werden und seine Bürger schlechter statt besser machen, so ist notfalls Auswanderung geboten.
Leitlinien für die Familiengründung und das Leben der Frauen

Auch das Familienleben wird nicht dem Zufall und der Willkür überlassen, sondern im Sinne des Staatsziels reglementiert. Die Familiengründung ist Bürgerpflicht; wer sich ihr entzieht, muss eine gesetzlich festgelegte Buße in Kauf nehmen. Spätestens im Alter von 35 Jahren soll jeder Mann verheiratet sein. In die Partnerwahl kann der Staat zwar nicht direkt eingreifen, doch soll den jungen Männern nachdrücklich nahegelegt werden, dass sie bei der Wahl ihrer Gattinnen nicht impulsiv nach subjektiven Gesichtspunkten entscheiden, sondern das Gemeinwohl mitbedenken sollen. Dazu gehört, dass soziale Schichtungen – etwa indem Angehörige einer Oberschicht nur untereinander Ehen schließen – unerwünscht sind. Ratsam ist es, sich nicht mit einer Familie zu verschwägern, die der eigenen Art entspricht, sondern eher mit einer, die eine komplementäre Ergänzung zu dem bietet, was man selbst ist und hat. Dies fördert die wünschenswerte Homogenität der Stadtbevölkerung.
Die Frauen darf der Gesetzgeber nicht – wie in den griechischen Staaten üblich – vernachlässigen, sondern er muss auch ihnen die bestmögliche Erziehung zur Tugend verschaffen. Sie sollen nicht in der Verborgenheit der Häuser bleiben, sondern sich am öffentlichen Leben beteiligen. Wenn sie mindestens 40 Jahre alt sind, können sie in Ämter gewählt werden. Auch ihre Heranziehung zum Militärdienst ist bei Bedarf bis zum 50. Lebensjahr möglich.
Die Erziehung

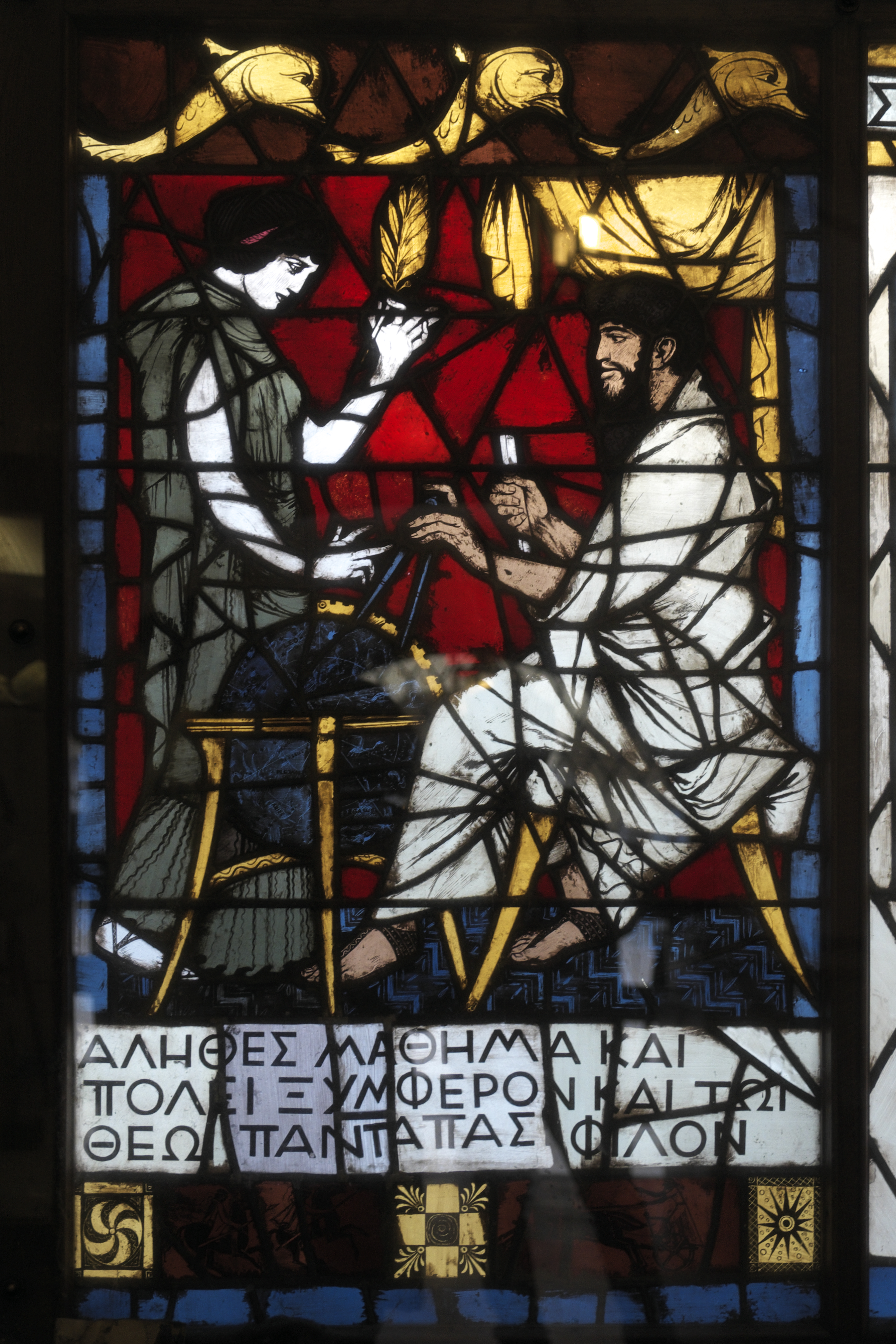
Buntglasfenster in einem Münchner Gymnasium mit Zitat aus Nomoi 821a

Schwierig ist es für den Gesetzgeber, in die Erziehung kleiner Kinder einzugreifen, da diese sich in der Verborgenheit der Wohnstätten vollzieht und aus vielen teils unscheinbaren Vorgängen besteht. Aber schon in frühester Kindheit vollziehen sich wichtige Weichenstellungen für die Charakterbildung. Daher sind Empfehlungen nötig. Die Erziehung hat schon im Mutterleib in Form von Gymnastik zu beginnen. Kleinkinder benötigen ständige Bewegung; dies sieht man daran, dass sie in den Schlaf gewiegt werden. Da das schon für Embryonen gilt, sollten Schwangere möglichst viel in Bewegung sein. Wichtig ist auch eine ausgeglichene Stimmung der Schwangeren. Solange kleine Kinder noch nicht stehen können, sollen sie möglichst ununterbrochen getragen werden, dann sind sie später weniger furchtsam. Noch besser ist es, sie bis zum Ende des dritten Lebensjahrs oft zu tragen. In der Erziehung ist der Mittelweg zwischen den schädlichen Extremen der Verzärtelung und der Unterdrückung einzuschlagen. Beim Strafen darf man das Ehrgefühl des Kindes nicht kränken. Ab dem siebten Lebensjahr werden Knaben und Mädchen getrennt unterrichtet, doch sind die Unterrichtsgegenstände dieselben. Die Vernachlässigung der ungeschickteren linken Hand ist verkehrt; anzustreben ist beidhändige Geschicklichkeit. Auch dies gehört zur Ausgewogenheit.
Sodann werden Gymnastik und die Spiele der Jugend besprochen. Für die Erziehung sind die Spiele keineswegs unwichtig; sie wirken sich stark auf den Charakter aus und gehören daher zu dem Bereich, den der Gesetzgeber zu studieren und zu regeln hat. Die Ziele und Mittel der Erziehung sind für beide Geschlechter dieselben. Dem Schlaf soll man nicht mehr Zeit widmen als nötig. In diesem Zusammenhang äußert der Athener seine Meinung, die Angelegenheiten der Menschen seien nicht großen Ernstes wert. Es sei zwar unvermeidlich, sie ernst zu nehmen, doch sei dies keine glückliche Lage. Der Mensch sei als Spielzeug Gottes geschaffen, daher solle er sein Leben damit verbringen, möglichst schöne Spiele zu spielen.
Anschließend geht der Athener auf die Schule und die einzelnen Unterrichtsgegenstände ein. Es besteht allgemeine Schulpflicht. Zu den Fächern gehören neben Lesen und Schreiben, Musik, Sozialkunde (Behandlung der Gesetzgebung im Unterricht), Tanz, Gymnastik, Arithmetik, Geometrie und Astronomie auch die auf militärische Tüchtigkeit abzielenden Übungen. Die gängigen Tänze sind teils schön, teils hässlich, vulgär und lächerlich. Auch das Abstoßende und Lächerliche soll man anschauen, um sich damit vertraut zu machen und so das Gegenteil davon richtig zu erfassen. Es wäre falsch, das Unwürdige naiv zu ignorieren, doch kein Bürger darf sich dazu hergeben, es selbst zu erlernen und darzustellen. Bei derartigen Darbietungen sollen nur Sklaven und bezahlte Fremde auftreten. Ein weiteres Thema ist die Rolle der Jagd in der moralischen Erziehung. Verächtlich ist die Jagd mit Fallen; nur eine als Kampf mit dem Tier praktizierte Jagd ist eines freien Mannes würdig.
Fremden Tragödiendichtern soll die Aufführung ihrer Werke nur erlaubt werden, wenn diese den Staatszielen nicht entgegenwirken. In diesem Zusammenhang behauptet der Athener, die Gesetzgeber seien selbst Tragödiendichter, denn die Staatsverfassung sei eine Darstellung des schönsten und besten Lebens und daher eigentlich die wahrste Tragödie.
Feste, Wettkämpfe und Übungen

Das Leben der Bürger ist ein unablässiges tägliches Üben mit dem Ziel, immer tüchtiger zu werden. Dafür mangelt es nicht an freier Zeit. Auch die zahlreichen Feste, an denen sportliche Wettkämpfe und musische Wettbewerbe stattfinden, sind Anlässe zum Üben. Zu den zwölf monatlichen Hauptfesten kommen viele kleinere; kein Tag vergeht, ohne dass irgendwo in der Stadt ein Fest gefeiert wird. Den Frauen ist die Teilnahme am sportlichen Wettkampf freigestellt.
Vorschriften für das sexuelle Verhalten

Der Athener weist darauf hin, dass durch hemmungsloses Ausleben sexueller Begierden großes Unheil entstehe. Dabei denkt er vor allem an die in Griechenland sehr verbreitete Päderastie, aber auch an Ehebruch. Auch hier hat nach seiner Meinung der Gesetzgeber Vorsorge zu treffen. Allerdings ist sich der Athener darüber im Klaren, dass es wegen der Heftigkeit der Begierden schwierig ist, auf diesem Gebiet restriktiven Vorschriften Geltung zu verschaffen. Was nach seiner Ansicht wirksam helfen könnte, wäre eine allgemeine Verpönung unerwünschten Sexualverhaltens nach dem Muster des Inzestverbots, das auch ohne gesetzliche Strafbestimmungen allgemein befolgt wird.
Die Wirtschaft

Es folgen die Bestimmungen, die das Wirtschaftsleben regeln. Dieses ist einfach strukturiert; da Fernhandel, Zölle und Finanzgeschäfte wegfallen, geht es hauptsächlich um die Belange von Ackerbauern, Hirten und Imkern. Jeder Bürger ist Landwirt und bewirtschaftet sein Landlos mit Hilfe von Sklaven. Besondere Verbote betreffen das Verrücken der Steine, die Grundstücksgrenzen markieren, Übergriffe auf Felder und Weiden der Nachbarn und leichtsinniges Verursachen von Brandschäden. Weitere Vorschriften regeln mögliche Streitfälle bei der Bewässerung und Trinkwasserversorgung und beim Verzehr von fremdem Obst. Kein Bürger soll ein Handwerk ausüben oder von seinen Sklaven ausüben lassen; solche geschäftlichen Betätigungen bleiben den Ausländern vorbehalten. Soweit Einfuhren nötig sind, werden sie vom Staat durchgeführt, damit das Gewinnstreben keine Nahrung findet. Die Bürger sollen nicht selbst auf dem Markt als Verkäufer auftreten, sondern nur Beauftragte hinschicken, da sie sonst vom Tugendstreben abgelenkt würden. Ausländische Gewerbetreibende dürfen sich in der Stadt ansiedeln und sind nicht steuerpflichtig, doch ist die Aufenthaltsgenehmigung in der Regel auf maximal zwanzig Jahre begrenzt; nur in Ausnahmefällen kann bei besonderen Verdiensten eine Sondergenehmigung zu längerem Bleiben erteilt werden.
Das Strafrecht und seine Problematik

Bevor der Athener auf das Strafrecht zu sprechen kommt, weist er darauf hin, dass das in diesem Zusammenhang ein paradoxes Thema ist: In einer Stadt, in der sämtliche Einrichtungen so gezielt der Förderung der Tugend dienen, dürften schwerere Straftaten der Bürger eigentlich gar nicht vorkommen. Allerdings können solche Fälle nicht mit Sicherheit ausgeschlossen werden, und den Fremden und den Sklaven, die nicht an der Einübung der Tugend teilnehmen, sind kriminelle Handlungen zuzutrauen. Daher sind entsprechende Strafbestimmungen erforderlich.
Anschließend werden die Strafen im Einzelnen beschrieben. Auf Kapitalverbrechen wie Tempelraub und Umsturzversuch steht die Todesstrafe. Ein Bürger wird schwerer bestraft als ein Sklave oder ein Fremder, denn jede Strafe zielt – soweit möglich – auf Besserung des Übeltäters oder zumindest Verhinderung von Verschlechterung ab; der Sklave oder Fremde ist vielleicht noch besserungsfähig und erhält daher eine Chance, der Bürger hingegen, der trotz aller Tugenderziehung ein Schwerverbrechen verübt, muss als hoffnungsloser Fall eingestuft werden und wird daher hingerichtet. Bei Verhängung von Geldstrafen darf das Existenzminimum nicht angetastet werden. Alle Gerichtsverfahren sind öffentlich und das Richterkollegium stimmt offen über das Urteil ab. Die Kinder eines Verbrechers dürfen durch die Bestrafung und Schande ihres Vaters nicht in Mitleidenschaft gezogen werden, außer wenn Vater, Großvater und Urgroßvater zum Tode verurteilt wurden; in diesem Fall soll die Neigung zur Kriminalität als erblich gelten, dann verlieren die Kinder ihr Bürgerrecht und müssen das Staatsgebiet verlassen.
An diese Ausführungen schließen sich grundsätzliche Erwägungen zum Sinn des Strafrechts an. Einigkeit besteht darüber, dass die Gerechtigkeit schön ist und daher auch alle gerechten Handlungen schön sein müssen. Strafen fügen aber dem Bestraften Leid zu. Wenn solches Leid zwar gerecht, aber hässlich ist, entsteht ein Widerspruch zur anfänglichen Grundannahme; dann erscheint die Todesstrafe als das gerechteste und zugleich hässlichste Leid, das Gerechte und das Schöne können in konträrem Gegensatz stehen. Dagegen ist jedoch einzuwenden, dass sich die Todesstrafe bei genauer Betrachtung nicht als Schaden, sondern als Nutzen für alle erweist, wenn sie nur bei Unheilbarkeit des Charakters verhängt wird. In diesen Fällen ist es für den Übeltäter besser zu sterben, als am Leben zu bleiben und durch weiteres Fehlverhalten noch schlechter zu werden, denn Schlechtigkeit ist ein größeres Übel als der Tod. Zugleich wird die Stadt von seiner Schlechtigkeit befreit, und die abschreckende Wirkung der Strafe kann andere von Verbrechen abhalten. So haben alle von der Hinrichtung einen Vorteil. Nicht das Leben schlechthin, sondern nur ein gutes Leben stellt einen Wert dar. Keinesfalls dürfen Heilbare zum Tode verurteilt werden.
Ein Problem stellt die Unterscheidung zwischen „freiwillig“ und „unfreiwillig“ begangenen Taten dar. Wer wegen Wahnsinn, Krankheit oder Minderjährigkeit nicht als schuldfähig gilt, kann nur zivilrechtlich, nicht strafrechtlich zur Verantwortung gezogen werden. Aus philosophischer Sicht ist aber nicht nur das Verhalten in solchen Fällen unfreiwillig, sondern überhaupt jede schlechte Tat. Dies ergibt sich aus der Einsicht, dass jeder Mensch eigentlich das Gute will und nur durch Unwissenheit auf Abwege gerät. Niemand strebt das Schlechte als solches an, sondern Übeltaten werden nur begangen, weil der Täter davon irrtümlich etwas für ihn Gutes erhofft oder von einem Affekt übermannt worden ist. So gesehen dürfte es keine Strafen geben, wenn nur absichtliches Anstreben von Schlechtem in Kenntnis von dessen Schlechtigkeit als freiwillig gelten und deswegen strafbar sein soll. Aus juristischer Sicht ist das Strafrecht aber unentbehrlich. Daher sind Straftaten juristisch aus einer anderen Perspektive zu beurteilen; es geht nicht um das philosophische Verständnis von Freiwilligkeit, sondern um Schädigungen, bei denen es sinnvoll ist, zwischen vorsätzlich und ohne Vorsatz bewirkten Schäden zu unterscheiden sowie zwischen verschiedenen Affekthandlungen und falschem Handeln aus Unkenntnis des Richtigen. Strafrechtlich kommt es stets auf die Gesinnung des Täters an.
Anschließend werden die einzelnen Tötungsdelikte und Fälle von Körperverletzung mit ihren jeweiligen Strafmaßen eingehend behandelt.
Die Bedeutung der Frömmigkeit

Ein weiteres bedeutendes Thema ist das Verhältnis der Stadt zu den Göttern. Religion ist nicht Privatsache, sondern wird von der Bürgergemeinschaft gemeinsam praktiziert. Die Bewahrung der Frömmigkeit ist eine wichtige Aufgabe des Gesetzgebers. Die enge Anbindung der Stadt an die Götter erfordert, dass die Bürger im Kult einmütig handeln und dass keiner das Verhältnis der Gemeinschaft zu den Göttern durch Religionsfrevel stört. Der Athener unterscheidet drei Arten von Unfrömmigkeit: erstens die Meinung, dass es keine Götter gebe; zweitens die Ansicht, dass die Götter nicht an den Schicksalen der Menschen interessiert seien; drittens den Glauben, dass man die Haltung der Götter beeinflussen könne, etwa indem man sie nach einer Freveltat durch Opfer und Gebete beschwichtige. Alle drei Einstellungen betrachtet der Athener als krankhaft. Er hält es aber nicht für ausreichend, gesetzliche Bestimmungen gegen die Unfrömmigkeit einzuführen, sondern wählt einen rationalen Ansatz: Die Unfrommen sollen mit Argumenten von der Irrigkeit ihrer Meinungen überzeugt werden. Damit wendet sich das Gespräch den Gottesbeweisen zu.
Die Auseinandersetzung mit dem naturalistischen Weltbild

Kleinias meint, die kosmische Ordnung, die an den Himmelskörpern und am Wechsel der Jahreszeiten erkennbar sei, sei ein ausreichender Beweis für göttliche Lenkung. Hinzu komme, dass der Götterglaube bei allen Völkern verbreitet sei. Damit gibt sich der Athener aber nicht zufrieden. Er weist auf eine tiefer liegende Problematik hin. Nach seiner Darlegung wird die Unfrömmigkeit durch den Umstand genährt, dass die herrschenden Ansichten über die Götter auf uralten Mythen basieren, deren Aussagen in mancher Hinsicht moralisch fragwürdig sind und kein Vertrauen verdienen. Atheisten halten die Himmelskörper für bloße Gesteine, an denen nichts göttlich sei. Diese Auffassung muss widerlegt werden.
Zunächst fasst der Athener die Grundzüge der naturalistischen Weltdeutung zusammen. Ihr zufolge sind die Elemente und alle aus ihnen zusammengesetzten Dinge – der gesamte Kosmos – aus dem Zusammenwirken von Naturgegebenheiten und Zufall hervorgegangen, soweit sie nicht vom Menschen erschaffen sind. Dahinter steht keine Vernunft, kein Gott, keine Intelligenz und Absicht. Die Gestirne sind nicht beseelt, sondern werden nur von physikalischen Notwendigkeiten umhergetrieben. Die jeweilige Beschaffenheit der einzelnen physikalischen Objekte einschließlich der Lebewesen ist durch unterschiedliche Mischung von Warmem und Kaltem, Trockenem und Feuchtem, Weichem und Hartem und weiterer entgegengesetzter Qualitäten erklärbar; diese Faktoren haben durch ihre chaotische Interaktion alles hervorgebracht. Die Technik, mit der Dinge absichtsvoll künstlich erzeugt werden, ist nicht ein Mittel, das einer schöpferischen Gottheit zu Gebote steht, sondern nur eine späte Erfindung von Menschen. Alles Ausgedachte, jedes künstliche Erzeugnis ist entweder willkürlich und wahrheitsfern oder beruht auf den Naturgegebenheiten. Religion, Ethik und Gesetzgebung sind reine Produkte des menschlichen Geistes, die in der Wirklichkeit keine Korrelate haben. Gerechtigkeit ist kein objektiver Sachverhalt, sie hat keinen Bezug zur Wahrheit, denn sie steht in keinem Zusammenhang mit den Naturgegebenheiten. Vielmehr ist sie etwas, was Menschen willkürlich immer wieder neu festsetzen und worüber sie ständig streiten.
In seiner Gegenargumentation nimmt der Athener die Seele – den belebenden Faktor in den Lebewesen – als Ausgangspunkt. Aus naturalistischer Sicht ist sie ein relativ spät entstandenes Erzeugnis physikalischer Prozesse. Dem stellt er seine Sichtweise entgegen, die von einem umgekehrten Kausalzusammenhang ausgeht: Nicht die Elemente haben die Seele hervorgebracht, sondern alles Materielle hat eine seelische Ursache. Gegebenheiten, Aktivitäten und Erzeugnisse der Seele wie Meinung, Fürsorge, Vernunft, Kunst und Gesetz existieren, bevor materielle Eigenschaften wie Härte und Weichheit, Schwere und Leichtigkeit in Erscheinung treten. Werke der Vernunft gehen der Natur und deren Werken voraus.
Die Priorität der Seele leitet der Athener aus ihrem Verhältnis zur Bewegung ab. Er unterscheidet zwei Hauptarten von Bewegung. Manche Dinge können nur dann in Bewegung geraten und ihrerseits anderes bewegen, wenn sie dazu einen Impuls von außen erhalten; andere sind in der Lage, sich selbst und anderes von sich aus zu bewegen, sie bedürfen dazu keines Anstoßes. Die zweite Bewegungsart ist gemeint, wenn der Begriff „Seele“ verwendet wird. Wenn man sich den Kosmos als anfänglich ruhendes System vorstellt und dann fragt, wie die erste Bewegung zustande gekommen sein kann, so zeigt sich, dass sie nicht von einem Ding ausgegangen sein kann, das von Natur aus träg ist und ohne Anstoß in Ruhe verharrt, sondern nur von einem, das aus eigener Kraft bewegungsfähig ist. Den ersten Impuls zu den Bewegungen der materiellen Dinge muss eine Seele gegeben haben. Diese Seele ist die Weltseele, die den Kosmos belebt. Somit kann Seelisches nicht auf Materielles zurückgeführt werden; vielmehr muss die Beweglichkeit der Materie eine seelische Ursache haben.
Des Weiteren kann aus der Art der Wirkungen auf die Beschaffenheit der Ursache geschlossen werden. Chaotische Bewegungen müssen eine vernunftlose und damit schlechte Ursache haben, geordnete eine vernünftige und gute. Die Bewegung des Himmelsgewölbes, das sich um die Erde dreht, erfolgt auf gesetzmäßige, geordnete, immer gleiche Weise; sie ist eine gleichförmige Kreisbewegung. Aus dieser Art der Bewegung kann gefolgert werden, dass die Seele, die das Himmelsgewölbe lenkt, vernünftig und tugendhaft sein muss. Ihre Wirkungen lassen erkennen, dass sie die beste Seele und von göttlicher Natur ist. Analoges gilt für die Kreisbewegungen der einzelnen Himmelskörper, etwa der Sonne; auch sie sind vernünftig geordnet und müssen daher von göttlichen Seelen – den Gestirngottheiten – verursacht sein. Der Kosmos existiert dank der Mächte, die ihn ordnen, nicht umgekehrt.
Die Beziehung zwischen Menschen und Göttern

Die zweite Art der Unfrömmigkeit ist die Hypothese, der zufolge die Götter zwar existieren, aber sich nur um Bedeutendes kümmern und an Kleinigkeiten wie den menschlichen Taten und Schicksalen nicht interessiert sind. Diese Vorstellung resultiert aus einem zwiespältigen Befund: Einerseits erscheint die Existenz einer göttlichen Weltordnung als evident, andererseits deutet der Mangel an Gerechtigkeit in den menschlichen Angelegenheiten darauf, dass hier keine göttliche Fürsorge waltet. Wenn man davon ausgeht, dass die Götter gut sind, also nichts Schlechtes wollen und bewirken, dann scheinen Ungerechtigkeiten wie beispielsweise der Erfolg von Tyrannen nur mit einem Desinteresse der Götter an den menschlichen Verhältnissen erklärbar zu sein.
Dem hält der Athener entgegen, dass eine solche Gleichgültigkeit mit der guten Natur der Götter unvereinbar sei. Nach seiner Argumentation kann es drei Gründe dafür geben, dass jemand sich nur um das Große und Ganze kümmert und das Kleine missachtet: Entweder fehlt aus Unwissenheit oder Schwäche die Fähigkeit, für alles zugleich zu sorgen, oder das Kleine wird aus Leichtsinn und Bequemlichkeit vernachlässigt, oder man meint, das Kleine sei belanglos. Die beiden ersten Möglichkeiten kommen nur für Menschen, nicht für gute Götter in Betracht. Die dritte Möglichkeit würde bedeuten, dass die Menschen aus göttlicher Sicht keiner Aufmerksamkeit wert sind. Diese Hypothese zerreißt die Einheit der Natur. Das Kleine ist aber ein Teil des Ganzen, und wenn die kleinen Teile vernachlässigt werden, kann es auch um das aus ihnen zusammengesetzte Ganze nicht gut stehen. Daher muss Fürsorge für das Ganze eine Betreuung sämtlicher Teile einschließen. Das Walten der Götter zielt auf das Beste für das Ganze; wie dieses sich zum Wohl eines bestimmten Teils verhält, ist jedoch aus der Perspektive eines einzelnen menschlichen Individuums, das die Zusammenhänge nicht durchschaut, nicht zu erkennen. Dadurch entsteht der falsche Eindruck von Ungerechtigkeit in der Weltordnung. Dem Weltbild, in dem die menschlichen Taten und Schicksale aus göttlicher Sicht belanglos sind, stellt der Athener ein Modell entgegen, in dem der Mensch in eine umfassende kosmische Ordnung eingebettet ist. Das Individuum kann die Weltordnung erkennen und sich als Teil von ihr verstehen, da seine seelische Konstitution ihr entspricht. Es spielt im Kosmos eine Rolle, für die es selbst verantwortlich ist.
Abschließend wendet sich der Athener gegen die dritte Art von Unfrömmigkeit: die Meinung, man könne die Götter umstimmen, das heißt, sie mit Gebeten oder Opfergaben dazu bewegen, ein Unrecht milder zu beurteilen, als sie es sonst täten. Darin sehen er und Kleinias eine abscheuliche Gotteslästerung. Die Götter würden damit für bestechlich erklärt; damit stünden sie moralisch noch unter einem unbestechlichen Hirtenhund, der eine Herde bewacht.
Mit diesen Argumenten meint der Athener die Richtigkeit seines religiösen Weltbilds bewiesen zu haben. Wenn die gegenteiligen Auffassungen widerlegt sind, kann kein Zweifel mehr daran bestehen, dass zwischen dem Staat und den Göttern eine reale Beziehung besteht. Dann lässt sich gegen das Recht und die Pflicht des Staates, Religionsfrevel zu bestrafen, kein Einwand mehr erheben. Anschließend legt der Athener die Einzelheiten der Strafbestimmungen dar, die er bei solchen Vergehen für nötig hält. Bei der Frömmigkeit, die er den Bürgern zur Pflicht machen will, handelt es sich nicht um einen „Glauben“ an die Götter im Sinne einer subjektiven Meinung, die man alternativen Meinungen vorzuziehen hätte. Gemeint ist vielmehr ein Anerkennen und Respektieren des göttlichen Waltens, das der Athener für eine offenkundige Tatsache hält, die nur von Verblendeten ignoriert werden könne.
Eigentumsrecht, Handels- und Gewerberecht, Familienrecht

Es folgen zahlreiche Einzelbestimmungen über das Eigentum und über Kauf und Verkauf. Dazu gehört, dass man sich Fundsachen – auch vergrabene Wertsachen – keinesfalls aneignen darf. Alles, was man kauft, soll sofort bezahlt werden, Geschäfte mit Zahlungsaufschub und Kreditgeschäfte genießen keinen Rechtsschutz. Verkäufern ist es untersagt, ihre Waren anzupreisen oder ihre Behauptungen über deren Qualität eidlich zu bekräftigen. Der Handel ist nichts an sich Schlechtes, sondern sinnvoll, wird aber in der Praxis gewöhnlich nicht von den besten Bürgern, sondern von charakterlich minderwertigen, geldgierigen Menschen betrieben. Daher ist es angebracht, den Kleinhandel in engen Grenzen zu halten und sorgfältig zu überwachen, damit er nicht zur Quelle von Schlechtigkeit wird. Kein Bürger soll sich den moralischen Risiken aussetzen, die sich im Geschäftsleben bei gewerbsmäßiger Betätigung – auch im Dienstleistungsgewerbe – ergeben. Daher bleiben diese Bereiche ausländischen Geschäftsleuten vorbehalten. Gegen Täuschung, Betrug und Übervorteilung im Kleinhandel und bei Dienstleistungen müssen die zuständigen Behörden vorgehen.
Weitere detaillierte Bestimmungen des Gesetzgebers regeln das Erbrecht, den Schutz der Waisen, die den Kindern obliegende Versorgung der Eltern im Alter, Konflikte zwischen Eltern und Kindern sowie die Ehescheidung.
Sonstige Einzelbestimmungen

Beendet wird die Erörterung einzelner Sonderfragen mit der Behandlung einer Vielzahl von Vergehen und unerwünschten Verhaltensweisen und der Festlegung verschiedener Verwaltungsvorschriften. Zu den Vergehen gehören beispielsweise Giftmischerei, Schadenzauber, Beleidigung, Verweigerung des Heeresdienstes, Feigheit im Krieg, übermäßiger Aufwand bei Bestattungen und Vorteilsannahme durch Personen, die im Staatsdienst tätig sind. Da der Staat dafür sorgt, dass kein anständiger Mensch in äußerste Armut gerät, ist Bettelei verboten. Gegen mutwilliges Prozessieren aus Streitsucht oder Geldgier muss der Gesetzgeber einschreiten; ebenso gegen Gerichtsredner, die versuchen, Prozessbeteiligten mit rhetorischen Tricks Vorteile zu verschaffen, die ihnen nicht zustehen. Bei Diebstahl von Gemeineigentum kommt es nicht auf die Deliktsumme an, sondern nur auf die Frage, ob der Dieb als heilbar oder unheilbar einzustufen ist. Vereidigung ist für Bürger, die vor Gericht als Kläger oder Beklagte auftreten, nicht vorgesehen, denn das Risiko, dass sie der Versuchung zum Meineid erliegen, darf nicht in Kauf genommen werden. Steuern können als Einkommens- oder als Vermögenssteuer erhoben werden; jährlich sind Einkommensteuererklärungen abzugeben.
In diesem Zusammenhang stellt der Athener noch ein besonders wichtiges Staatsorgan vor, die Euthynen. Diese Kontrollbeamten, deren Amtszeit 25 Jahre beträgt, werden in einem aufwändigen Verfahren von der gesamten Bürgerschaft gewählt und genießen höchstes Ansehen. Sie nehmen die Klagen von Bürgern gegen Beamte entgegen; ihre Aufgabe ist das Einschreiten gegen Amtsmissbrauch, wobei sie zugleich als Untersuchungsinstanz und als Richter fungieren. Gegen ihre Urteile kann bei einem Revisionsgericht Berufung eingelegt werden, und sie können auch wegen Amtsmissbrauch bei einem besonderen Gerichtshof verklagt werden.
Die Nächtliche Versammlung

Am Ende des Dialogs tritt nochmals die Frage in den Vordergrund, wie dem Verfall des Staates durch Schwinden der Gesetzestreue vorzubeugen ist. Zu diesem Zweck soll ein besonderes Verfassungsorgan geschaffen werden, die „Nächtliche Versammlung“. Sie trägt ihren Namen, weil sie jeweils in der Morgendämmerung tagt. Mitglieder sind die zehn ältesten Gesetzeswächter und eine Reihe weiterer hervorragend qualifizierter Bürger. Unter ihnen sollen auch jüngere Männer sein. Auf ihre gründliche philosophische Ausbildung muss besonderes Gewicht gelegt werden. Die Nächtliche Versammlung übt keine Regierungsfunktion aus, sie ist nur Aufsichtsbehörde und legt die verbindliche Interpretation der Gesetze fest.
Kleinias und Megillos sind nun von dem Gesamtkonzept überzeugt. Sie wollen den Athener zu weiterem Mitwirken an dem Staatsgründungsprojekt bewegen, da es ohne ihn nicht gelingen könne. Damit endet der Dialog, die Antwort des Atheners wird nicht mitgeteilt.

## Politischer und philosophischer Gehalt
Für die Geschichte der politischen Philosophie und speziell der Verfassungsgesetzgebung sind vor allem fünf Hauptgedanken der Nomoi bedeutsam:
- die Mischverfassung als Mittelweg, der die Nachteile einseitiger Modelle vermeiden soll.
- das Prinzip der unbedingten Gesetzesherrschaft, das einen übergesetzlichen Status einzelner Individuen oder Institutionen grundsätzlich ausschließt. Dies zeigt sich auch darin, dass die Bürger gegen jede Entscheidung der Verwaltung klagen können.
- die Forderung, dass Gesetzen eine Präambel voranzustellen ist, welche das Anliegen des Gesetzgebers erläutern und damit seine Überlegungen und Entscheidungen einsichtig machen soll.
- die Forderung, dass die Vergabe von Ämtern ausschließlich auf der Basis nachgewiesener Kompetenz erfolgen darf, wobei die charakterliche Eignung eine maßgebliche Rolle spielt.
- die Verknüpfung von Staatstheorie und Metaphysik durch ein naturrechtliches Verständnis der Gesetzgebung.

Ein zentraler Aspekt ist die im Dialog vielfach hervorgehobene Bedeutung der „Überredung“. Einerseits sind viele Strafbestimmungen streng und manche sogar drakonisch, vor allem die Anwendung der Todesstrafe in Fällen von mutmaßlicher „Unheilbarkeit“ der Verbrecher, andererseits legt Platon großes Gewicht auf eine nachvollziehbare Begründung der einzelnen Vorschriften. Die Bürger sollen die Gesetze willig respektieren, weil ihnen deren Vernünftigkeit einleuchtend erklärt wird. Allerdings versteht Platon unter „Überredung“ nicht nur rationale Argumentation, sondern auch Ermahnung und Beeinflussung auf emotionalem Weg. Die Interpretation seines Verständnisses von Überredung ist in der Forschung umstritten.
Einerseits erwartet Platon, dass dank der unablässigen moralischen Erziehung die gesamte Bevölkerung tugendhaft wird und in diesem Zustand verbleibt, andererseits sieht sein Gesetzeswerk ein ausgeklügeltes System von Kontrollen zur Aufdeckung von Verfehlungen vor. Großen Wert legt er darauf, dass die Bürger Gesetzesübertretungen zur Anzeige bringen sollen.
Ein zentrales Element der platonischen Philosophie, die Ideenlehre, wird in den Nomoi nicht ausdrücklich thematisiert. In der Forschung bestehen unterschiedliche Auffassungen darüber, ob der Philosoph dieses Konzept in seinen letzten Werken noch vertreten hat. Eine deutliche Mehrheit der Philosophiehistoriker nimmt an, dass die Ideenlehre in den Nomoi implizit präsent ist.
Seit langem wird in der Forschung das Verhältnis der Nomoi zu Platons Dialog Politeia („Der Staat“) intensiv diskutiert. Aristoteles berichtet, die Politeia sei vor den Nomoi geschrieben worden. Einer verbreiteten Interpretation zufolge hat Platon erkennen müssen, dass die in der Politeia empfohlene Staatsform ohne Privatbesitz und Familie, die er für die beste hielt, keine Akzeptanz fand und unrealistisch war. Daraufhin hat er die Nomoi als Darstellung des „zweitbesten Staates“ verfasst. Demnach ist dieses Spätwerk als Ausdruck seiner Resignation im Alter zu deuten. Die Resignations-Hypothese ist aber auch auf Widerspruch gestoßen. Nach einer gegenteiligen Deutung hat der alte Platon die Bereitschaft der Bürger, sich dauerhaft vernünftigen Regeln zu unterstellen, zuversichtlich eingeschätzt, sein Gesetzgebungsentwurf basiert auf einer optimistischen Haltung. Umstritten ist, ob die Nomoi eher einen Verzicht auf das Konzept der Politeia markieren oder dessen Weiterentwicklung darstellen.
Verschiedentlich ist die Rolle der Nächtlichen Versammlung missverstanden worden, indem ihre Befugnisse mit denen der Philosophenherrscher in der Politeia verglichen wurden, deren Macht uneingeschränkt ist. In der neueren Forschung wird betont, dass die Nächtliche Versammlung der Gesetzesherrschaft unterworfen ist.
Herwig Görgemanns versuchte die Sonderstellung der Nomoi in Platons Gesamtwerk mit der Hypothese zu erklären, sie seien nicht als streng philosophisches Werk zu betrachten. Das Zielpublikum sei eine breitere Öffentlichkeit und besonders die Jugend.

## Entstehungszeit und Authentizitätsfrage
Der außergewöhnliche Umfang des Dialogs spricht für eine längere Entstehungszeit. Es gibt Anzeichen für Abfassung in verschiedenen Phasen. Eine Forschungsrichtung nimmt an, Platon habe schon in den 360er Jahren einen Entwurf oder eine frühe Fassung („Proto-Laws“) geschrieben; den Anstoß dazu hätten seine damaligen Bemühungen um die Einführung einer von philosophischem Gedankengut geprägten Verfassung in Syrakus gegeben. Dass die Nomoi in ihrer überlieferten Gestalt in Platons letzte Schaffensperiode gehören, gilt in der Forschung allgemein als sicher. Für die Spätdatierung werden auch sprachstatistische Untersuchungsergebnisse geltend gemacht. Verbreitet ist die Ansicht, dass es sich um das letzte Werk des Philosophen handelt. Einen Anhaltspunkt für die Datierung bietet die Erwähnung der Unterwerfung von Lokroi durch Syrakus, die wohl 352 v. Chr. stattfand, wenige Jahre vor Platons Tod.
Gewichtige Hinweise, darunter inhaltliche Unstimmigkeiten, deuten darauf, dass Platon die Nomoi nicht vollendet hat. Möglicherweise ist die überlieferte Fassung eine von fremder Hand überarbeitete Version. Der Philosophiegeschichtsschreiber Diogenes Laertios erwähnt eine Überlieferung, nach der Platons Schüler Philippos von Opus die auf Wachstafeln aufgezeichneten Nomoi umgeschrieben hat. Was genau damit gemeint ist, ist unklar, doch dürfte es sich jedenfalls um einen Hinweis auf Unfertigkeit des Werks bei Platons Tod handeln. Wahrscheinlich hat Philippos nach dem Tod des Autors die für die Folgezeit maßgebliche Abschrift angefertigt und diesen Text veröffentlicht. Ob er dabei inhaltliche Eingriffe vornahm, ist unbekannt; diese Frage wird in der Forschung unterschiedlich beurteilt. Die Vermutung, dass Philippos auch inhaltlich einen erheblichen Beitrag zur überlieferten Fassung geleistet hat, wurde schon im 19. Jahrhundert vorgetragen und hat in neuerer Zeit wieder Befürworter gefunden. Nach dieser Hypothese sind die Nomoi „halbauthentisch“.
Die gängige Einteilung der Nomoi in zwölf Bücher stammt nicht von Platon. Sie wird von einer erst im Mittelalter bezeugten Überlieferung Philippos von Opus zugeschrieben, ist aber wohl nicht auf ihn zurückzuführen, sondern erst nach dem 4. Jahrhundert v. Chr. eingeführt worden.

## Rezeption

### Antike
Die Nachwirkung der Nomoi in der Antike war beträchtlich. Vielleicht schenkte schon Platons Zeitgenosse Isokrates dem Werk Beachtung. Aristoteles, der den Dialog kritisch beurteilte, legte eine Sammlung von Auszügen aus dem umfangreichen Text an. Er zählte in seiner Politik die Nomoi fälschlich zu den Dialogen, an denen Sokrates beteiligt ist; vielleicht kannte er eine Fassung, in der Sokrates auftritt, doch wahrscheinlich hat er sich nur ungenau ausgedrückt. Aristoteles rückte die Nomoi in die Nähe der Politeia; er hielt die beiden Werke für weitgehend übereinstimmend. Die vom Athener vorgeschlagene Zahl von rund 5000 waffenfähigen Bürgern fand er zu hoch, denn da die Bürger nicht produktiv tätig seien, sei für deren Lebensunterhalt zusätzlich eine vielfache Menge von Frauen und Bediensteten erforderlich, was ein großes Territorium voraussetze. Problematisch sei ferner die Unveränderlichkeit der Anzahl der Haushalte auch bei wachsender Kinderzahl. Platon habe zwar eine Mischverfassung gefordert, doch sei das monarchische Element nicht vertreten; außerdem sei der demokratische Anteil unvorteilhaft und der oligarchische dominiere. Über weite Strecken sind die Bücher 7 und 8 der Politik des Aristoteles von seiner Auseinandersetzung mit den Nomoi geprägt.
Der Verfasser des Dialogs Epinomis – nach heutigem Forschungsstand wahrscheinlich Philippos von Opus – konzipierte sein Werk als Fortsetzung der Nomoi. Daher ließ er dieselben drei Personen auftreten wie Platon: den Athener, Kleinias und Megillos. Ebenso wie Platon wies er dem Athener die Hauptrolle zu. In manchen Einzelheiten wich er aber von der Auffassung ab, die Platons Athener in den Nomoi vertritt.
Im 3. Jahrhundert v. Chr. schrieb der Stoiker Persaios eine kritische Abhandlung über die Nomoi in sieben Büchern.
Der Stoiker Poseidonios missbilligte Platons Forderung, der Gesetzgeber solle den Gesetzen erläuternde und begründende Vorreden mit grundsätzlichen Erwägungen beifügen. Poseidonios meinte, ein Gesetz solle vielmehr kurz sein und nicht erörtern, sondern nur befehlen.
Cicero ahmte in seiner Schrift De legibus („Über die Gesetze“) Platons Nomoi in formaler Hinsicht nach, er folgte ihrer Anlage in der Szenerie und Dramaturgie und entnahm ihnen auch einige Einzelheiten. Er teilte Platons Überzeugung, der Gesetzgeber habe seine Entscheidungen nicht nur anordnend zu verkünden, sondern auch in Vorreden zu den einzelnen Gesetzen verständlich zu machen. Inhaltlich schloss sich Cicero aber dem Konzept der Nomoi nicht an.
In der Tetralogienordnung der Werke Platons, die anscheinend im 1. Jahrhundert v. Chr. eingeführt wurde, gehören die Nomoi zur neunten Tetralogie. Der Philosophiegeschichtsschreiber Diogenes Laertios zählte sie zu den „politischen“ Schriften und gab als Alternativtitel „Über die Gesetzgebung“ an. Dabei berief er sich auf eine heute verlorene Schrift des Mittelplatonikers Thrasyllos.
Der jüdische Geschichtsschreiber Flavius Josephus lobte in seiner Schrift Contra Apionem einzelne Bestimmungen der Nomoi.
Lukian ließ in seiner Luftfahrtsatire Ikaromenippos den Göttervater Iuppiter sagen, ihm würden keine Opfer mehr dargebracht, seine Altäre seien kälter als Platons Nomoi.
Der antiphilosophisch gesinnte Gelehrte Athenaios griff im Rahmen seiner Polemik gegen Platon auch das Konzept der Nomoi an. Es sei realitätsfremd und daher nutzlos. Eine solche Gesetzgebung sei nicht für wirkliche Menschen geeignet, sondern nur für die, die sich der Autor in seiner Phantasie vorgestellt habe. Daher hätten die Athener das Verfassungsprojekt verlacht und niemand denke daran es umzusetzen.
Bei den spätantiken Neuplatonikern gehörten die Nomoi nicht zum Kanon der Werke, die im Philosophieunterricht behandelt wurden. Ihr Interesse an dem Dialog richtete sich in erster Linie auf die im zehnten Buch behandelte metaphysische Thematik. Der Neuplatoniker Syrianos schrieb einen Kommentar zum zehnten Buch, der nicht erhalten geblieben ist. Der Verfasser der anonym überlieferten spätantiken „Prolegomena zur Philosophie Platons“, der sich auf den Neuplatoniker Proklos berief, berichtete von einer Überlieferung, der zufolge Platon die Nomoi, sein letztes Werk, bei seinem Tod unkorrigiert und in Unordnung hinterließ. Aus diesem Grund habe nach der Überlieferung Philippos von Opus das Manuskript überarbeiten müssen.
Auch bei Kirchenschriftstellern wie Eusebius von Caesarea und Theodoret fanden die Nomoi Beachtung. Christliche Apologeten verwerteten die theologischen Ausführungen im zehnten Buch des Dialogs für ihre Zwecke.
Die antike Textüberlieferung beschränkt sich auf einige Papyrus-Fragmente aus der römischen Kaiserzeit.

### Mittelalter

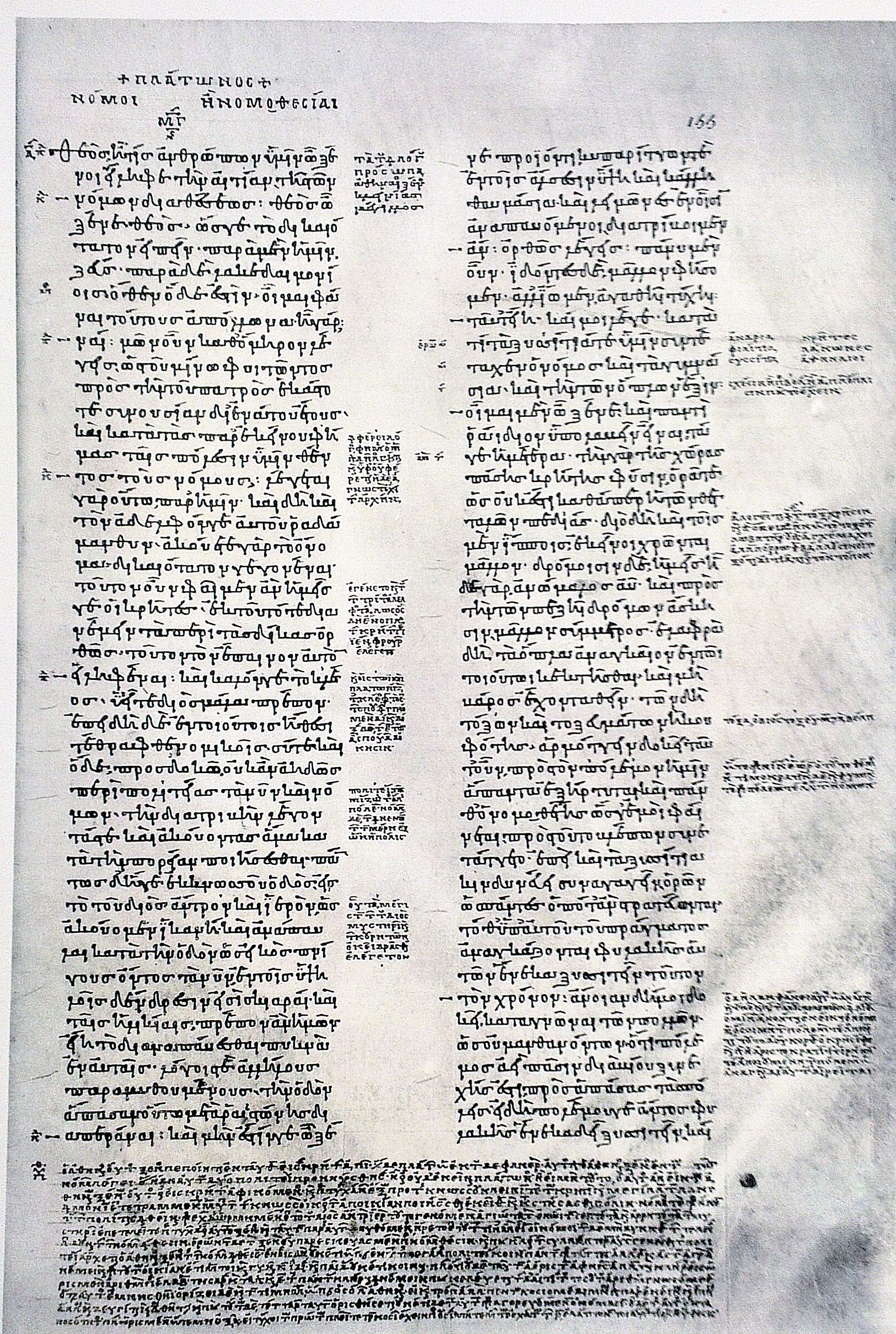
Der Anfang der Nomoi in der ältesten erhaltenen mittelalterlichen Handschrift: Paris, Bibliothèque Nationale, Gr. 1807 (9. Jahrhundert)

Die älteste erhaltene mittelalterliche Nomoi-Handschrift entstand im 9. Jahrhundert im Byzantinischen Reich. Im 11. Jahrhundert fertigte Gregorios Magistros eine armenische Übersetzung an. Bei den lateinischsprachigen Gelehrten des Westens waren die Nomoi im Mittelalter unbekannt.
Ob der gesamte Text des Dialogs im arabischsprachigen Raum vorhanden war, ist unklar. Im 10. Jahrhundert berichtete der Gelehrte ibn an-Nadīm in seinem Kitāb al-Fihrist, es gebe zwei Übersetzungen der Nomoi, eine von Ḥunain ibn Isḥāq (9. Jahrhundert) und eine von Yaḥyā ibn ʿAdī (10. Jahrhundert). Yaḥyā hat sicher ins Arabische übersetzt, Ḥunain möglicherweise ins Syrische. In der Forschung wird bezweifelt, dass es sich tatsächlich um Übersetzungen des ganzen Dialogs handelte; vielleicht stand den Übersetzern nur eine antike Inhaltszusammenfassung zur Verfügung. Der einflussreiche Philosoph al-Fārābī schrieb eine „Zusammenfassung der Nomoi Platons“ (Talkhīs nawāmīs Aflātūn), wobei er sich auf die ersten neun Bücher beschränkte, da ihm der Rest nicht vorlag.
Der byzantinische Platoniker Georgios Gemistos Plethon († 1452) setzte sich mit den Nomoi auseinander. Eine Abschrift aus seinem Besitz, in der er willkürliche Eingriffe in den Text vornahm, zeugt von seinem eigenwilligen Umgang mit dem Erbe des antiken Philosophen, das er für die Gegenwart fruchtbar machen wollte. Seine eigene Verfassungstheorie beschrieb Gemistos in seinem nur teilweise erhaltenen Hauptwerk Nómōn syngraphḗ („Darlegung der Gesetze“, kurz Nómoi „Die Gesetze“). Dabei knüpfte er schon mit dem Titel an den platonischen Dialog an, von dessen Gedankengut er sich anregen ließ.

### Frühe Neuzeit

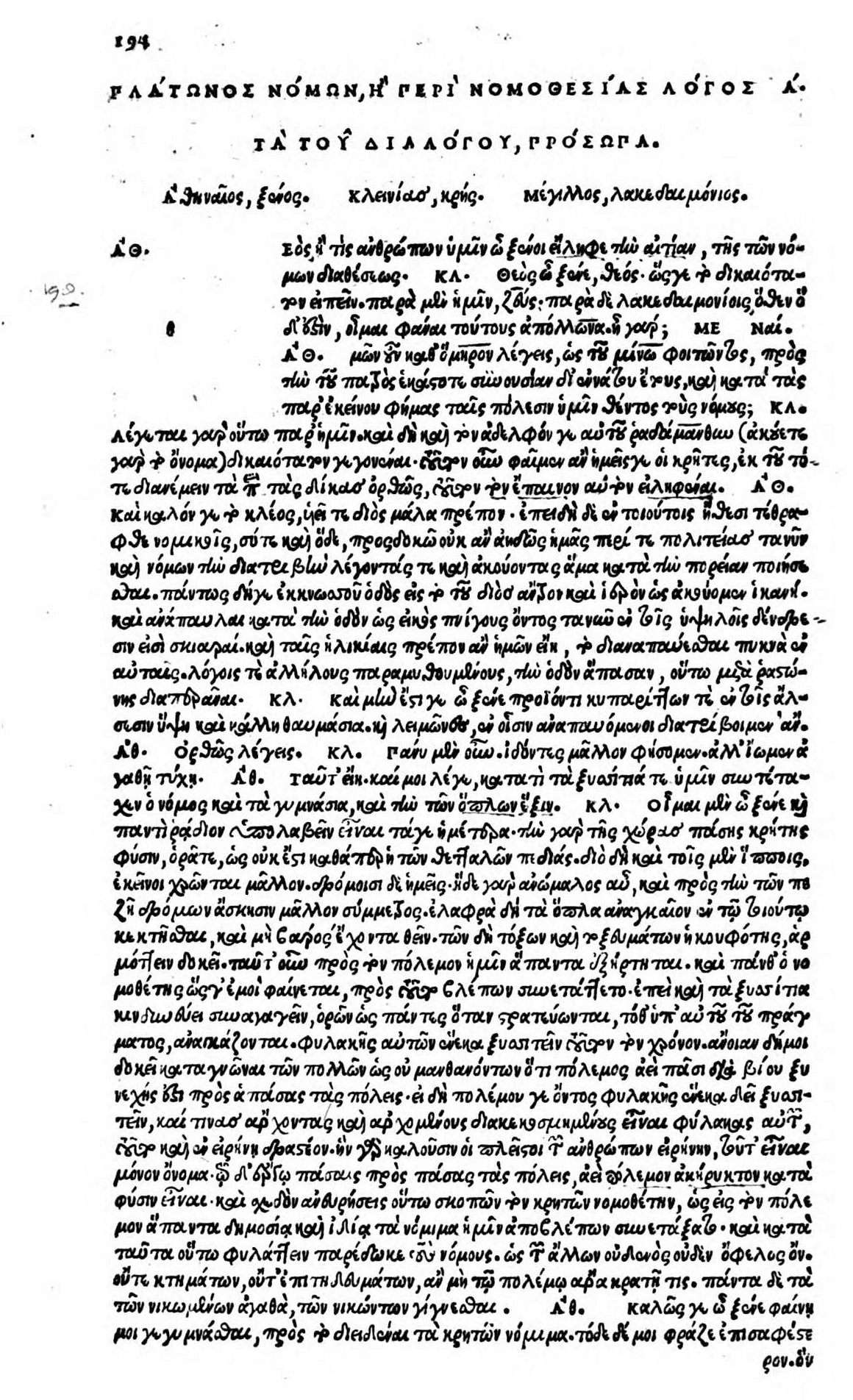
Der Anfang der Nomoi in der Erstausgabe, Venedig 1513

Im Westen wurden die Nomoi im Zeitalter des Renaissance-Humanismus wiederentdeckt. Die erste lateinische Übersetzung erstellte der scharf antiplatonisch eingestellte Humanist Georgios Trapezuntios 1450–1451 auf Wunsch von Papst Nikolaus V.; sie ist sehr frei und fehlerhaft. 1458 verfasste Georgios die Schrift Comparatio philosophorum Platonis et Aristotelis („Vergleich der Philosophen Platon und Aristoteles“), in der er fundamentale Kritik am Konzept der Nomoi übte: Es sei unflexibel, unnatürlich und schon im Ansatz verfehlt, die Missbilligung des Strebens nach Reichtum verkenne die menschliche Natur, außerdem sei ein so armer und kleiner Staat militärisch nicht überlebensfähig. Der Platoniker Bessarion veröffentlichte 1469 eine Entgegnung, die Schrift In calumniatorem Platonis („Gegen den Verleumder Platons“). In deren fünftem Buch ging er ausführlich auf Georgios’ Kritik an den Nomoi ein und warf ihm Hunderte von Irrtümern vor.
Die zweite Übersetzung ins Lateinische stammt von Marsilio Ficino. Er veröffentlichte sie 1484 in Florenz in der Gesamtausgabe seiner Platon-Übersetzungen. Die Erstausgabe des griechischen Textes erschien im September 1513 in Venedig bei Aldo Manuzio im Rahmen der von Markos Musuros herausgegebenen Gesamtausgabe der Werke Platons.
Der Reformator Johannes Calvin (1509–1564) nahm in seiner einflussreichen Schrift Institutio Christianae religionis auf das Marionettengleichnis Bezug. Seine Vorstellungen über die Verfassung von Staat und Kirche zeigen Übereinstimmungen mit dem Gedankengut der Nomoi.
Der Staatstheoretiker Jean Bodin hielt das Modell der Nomoi nicht für eine Mischverfassung, sondern für eine echte Demokratie. Diese Einschätzung begründete er in seiner 1576 veröffentlichten Schrift Les six livres de la République damit, dass Platon die Souveränität der Volksversammlung zugewiesen und ihr auch das Recht der Ernennung und Absetzung von Beamten eingeräumt habe.

### Moderne
Literarische Aspekte

Die Urteile über die literarische Qualität sind teils sehr kritisch ausgefallen. Friedrich Nietzsche vermerkte: „höchst schlotterige Composition, (…) langweiliger stotternder Dialog“. Ulrich von Wilamowitz-Moellendorff befand, der Stil sei „überall künstlerisch oder besser künstlich geformt, überall unfrisch, oft manieriert, durchaus Altersstil, mit Recht oft mit dem des alten Goethe verglichen“. Der Leser werde die Schale hart finden und darin nicht immer einen genießbaren Kern. Auch Gerhard Müller meinte, die Künstlichkeit sei ein wesentlicher Zug der Nomoi; es gebe in dem Werk eine Fülle von schlecht gebauten Sätzen und Satzsystemen. Egil A. Wyller charakterisierte die Darstellung als weitschweifig und oft pedantisch umständlich. Olof Gigon beanstandete eine „unwahrscheinliche Kompliziertheit in allen Formulierungen“, eine „zeremoniöse Betulichkeit“, die allerdings wohl damit zu erklären sei, dass der Autor die Redeweise alter Männer habe nachbilden wollen. Franz von Kutschera fand den Stil störend; er sei manieriert und das gehe oft auf Kosten der Klarheit.
Andere Gelehrte beurteilten die literarische Qualität positiver. Georg Picht griff den Vergleich mit Stil und Sprache des späten Goethe in lobendem Sinne auf. Klaus Schöpsdau meinte, der Dialog nötige zur Bewunderung für seine innere Stimmigkeit und sinnfällige Systematik.
Politische und philosophische Aspekte

Der politische und philosophische Gehalt des Werks ist in der Moderne zwiespältig beurteilt worden. Eduard Zeller betonte, es sei Platon um Vermittlung zwischen seinem philosophischen Ideal und dem Realisierbaren gegangen; unter diesem Gesichtspunkt sei der Wert der Schrift nicht gering. Sie zeuge von Reife des Urteils und sei „in allen ihren Grundzügen mit folgerichtiger Verständigkeit ausgeführt“. Ulrich von Wilamowitz-Moellendorff fand viel zu bemängeln. Er stellte fest, der Verfassungsentwurf sei recht lückenhaft und unfertig, es gebe eine Reihe von Widersprüchen, die Ausführungen über das Weintrinken seien wunderlich und gehaltlos. Einen Hauptmangel sah er im statischen Charakter der Gesellschaft, insbesondere im Fehlen einer wissenschaftlichen Forschung, die Fortschritt ermöglichen würde. Den Bürgern, die ihr Leben auf die empfohlene Weise zu verbringen hätten, drohe Langeweile. Karl Praechter hob die Lehre von der Verfassungsmischung hervor, mit der Platon einen weltgeschichtlich bedeutsamen Weg eröffnet habe. Die im Vergleich mit der Politeia stärkere Beachtung des Empirischen, zumal in den historischen Abschnitten des Dialogs, weise in die Richtung, die später Aristoteles eingeschlagen habe. Ähnlich urteilte Werner Jaeger, der ebenfalls die „Rücksicht auf die Erfahrung“ betonte und eine methodische Nähe zu Aristoteles konstatierte. Er meinte, das ganze Werk sei dem Aufbau eines gewaltigen Systems der Erziehung gewidmet; deren Ziel sei „die menschliche Gesamttugend, die volle Entfaltung der Persönlichkeit“. Alfred Edward Taylor hielt die Nomoi für Platons reifste Schrift über die Themen, die ihm schon immer die wichtigsten gewesen seien. Dieser Meinung war auch Heinrich Dörrie; er schrieb, man habe in den Nomoi „nicht den matten Ausklang eines ohnehin erfüllten Lebens zu erblicken, sondern dessen unbestreitbare Krönung“. Franz von Kutschera lobte die Einsicht, die Definition eines Staatsziels müsse Ausgangspunkt jedes politischen Ordnungssystems sein. Er bemerkte dazu, dass davon auch heutige Gesetzgeber viel profitieren könnten. In den meisten Verfassungen fehle die Angabe des Ziels oder sie sei unvollständig. Wie schon Wilamowitz weist auch Klaus Schöpsdau auf die Problematik des Verbots von Neuerungen hin, das zu einer völligen Erstarrung des geistigen Lebens führen müsse.
Anlass zu heftiger Kritik boten schon im 19. Jahrhundert ausgeprägt „autoritäre“ Züge des Gesetzeswerks, die seither immer wieder angeprangert worden sind. Als anstößig empfunden wird vor allem das umfassende Mandat des Staates zur moralischen Erziehung der Bürger auch mit Zwangsmitteln. Dazu gehören die tiefen Eingriffe der Behörden in den persönlichen Lebensbereich der Bürger, die Strenge der Strafbestimmungen (vor allem die Todesstrafe für eine Reihe von Delikten) sowie das Kontroll- und Überwachungssystem samt Ermunterung zur Denunziation. Kritiker beurteilen all dies als repressiv oder sogar totalitär; sie vergleichen Platons Staat der Gesetze mit der Inquisition und mit modernen totalitären Systemen. John Stuart Mill befand in einem 1866 publizierten Essay, die strenge Unterdrückung unerwünschter Meinungen in Magnesia erinnere an die spanische Inquisition unter dem berüchtigten Großinquisitor Tomás de Torquemada. Der Religionsphilosoph Wladimir Sergejewitsch Solowjow nannte 1898 die Nomoi eine „direkte prinzipielle Absage an Sokrates und die Philosophie“; in Platons Leben sei das eine „tiefe, tragische Katastrophe“ gewesen. Francis M. Cornford griff 1935 den Vergleich mit der Inquisition auf und stellte sich vor, dass Sokrates im Staat der Nomoi ebenso wie in Athen vor Gericht gestellt worden wäre. Ausführlich und mit besonderem Nachdruck hat Karl Popper den Totalitarismusvorwurf vorgetragen. Er sieht in den Nomoi den Höhepunkt von Platons Verrat an den Überzeugungen des Sokrates. In diesem Dialog habe Platon „die Theorie der Inquisition entwickelt“, er stehe dort dem Geist der Demokratie noch feindseliger gegenüber als in der Politeia.
Poppers Interpretation ist verschiedentlich als einseitig und nur teilweise zutreffend kritisiert worden. Er beurteilt den Verfassungsentwurf der Nomoi nach modernen Maßstäben und vor dem Hintergrund moderner Verhältnisse. Ein Vergleich des platonischen Modells mit der konkreten Realität der damaligen griechischen Staatenwelt zeigt jedoch, dass manche Züge, die heute befremdlich oder totalitär erscheinen, in der griechischen Gesellschaft verankert waren und nicht als anstößig empfunden wurden. In einer eingehenden Analyse ist Paul Veyne zum Ergebnis gekommen, Platon habe nur die damalige soziale und politische Wirklichkeit systematisiert und perfektioniert. Daher seien die Nomoi nicht als Utopie zu betrachten, sondern als extremes, aber in seinem Gedankengut realitätsnahes politisches Programm. Dieses habe sich nur durch seine Konsequenz von der Denkweise und Praxis der Zeitgenossen abgehoben. Kai Trampedach, der sich mit Veynes Arbeit kritisch auseinandersetzt, räumt die Nähe zur Realität ein, hält aber daran fest, dass die geplante Siedlung trotz unleugbarer Realisierbarkeit mancher Details eine literarische Fiktion sei. In den Nomoi sei kein anwendungsfähiges politisches Programm enthalten. Zu den nicht realisierbaren Aspekten gehöre die vorgesehene Autarkie und weitgehende Abgeschlossenheit. Utopisch sei auch die Einführung einer philosophischen Ansprüchen genügenden „Vernunftreligion“ als Fundament des Staates, denn dies sei mit dem mythisch fundierten griechischen Volksglauben faktisch unvereinbar. Religion sei nicht planbar.

## Ausgaben und Übersetzungen
- Gunther Eigler (Hrsg.): Platon: Werke in acht Bänden, Band 8, Teile 1 und 2, 4. Auflage, Wissenschaftliche Buchgesellschaft, Darmstadt 2005, ISBN 3-534-19095-5 (Abdruck der kritischen Ausgabe von Édouard des Places und Auguste Diès; Übersetzung von Klaus Schöpsdau).
- Klaus Schöpsdau (Übersetzer): Platon: Nomoi (Gesetze). Übersetzung und Kommentar (= Ernst Heitsch u. a. (Hrsg.): Platon: Werke. Übersetzung und Kommentar, Band IX 2). 3 Teilbände, Vandenhoeck & Ruprecht, Göttingen 1994–2011, ISBN 3-525-30433-1 (Teilband 1), ISBN 3-525-30434-X (Teilband 2), ISBN 3-525-30435-8 (Teilband 3).
- Klaus Schöpsdau (Übersetzer): Platon: Nomoi. Aus dem Griechischen übersetzt von Klaus Schöpsdau. Mit Anmerkungen, Literaturhinweisen und Nachwort versehen von Michael Erler. Reclam, Ditzingen 2019.
- Otto Apelt (Übersetzer): Platon: Gesetze. In: Otto Apelt (Hrsg.): Platon: Sämtliche Dialoge, Bd. 7, Meiner, Hamburg 2004, ISBN 3-7873-1156-4 (Übersetzung mit Einleitung und Erläuterungen; Nachdruck der Ausgabe Leipzig 1916).
- Eduard Eyth (Übersetzer): Die Gesetze. In: Erich Loewenthal (Hrsg.): Platon: Sämtliche Werke in drei Bänden, Bd. 3, unveränderter Nachdruck der 8., durchgesehenen Auflage, Wissenschaftliche Buchgesellschaft, Darmstadt 2004, ISBN 3-534-17918-8, S. 215–663.
- Rudolf Rufener (Übersetzer): Platon: Die Gesetze (= Jubiläumsausgabe sämtlicher Werke, Bd. 7). Artemis, Zürich/München 1974, ISBN 3-7608-3640-2 (mit Einleitung von Olof Gigon).